# Persone di nome Thomas
| Questa pagina contiene informazioni ricavate automaticamente dalle voci biografiche con l'ausilio del template Bio e di un bot. L'aggiornamento è periodico e automatico e ricostruisce completamente la pagina. Se manca una persona in questa lista, sei pregato di non aggiungerla, ma accertati piuttosto che la sua voce biografica contenga il template Bio e che i dati anagrafici siano correttamente compilati. Se il template Bio manca, inseriscilo tu stesso o, in alternativa, metti l'avviso {{tmp\|Bio}} che ne segnala la mancanza. Se i dati riportati sono sbagliati, correggi direttamente la voce biografica; le modifiche saranno visibili in questa lista entro pochi giorni. Per chiarimenti vedi il progetto antroponimi. La lista contiene solo le 2.312 persone che sono citate nell'enciclopedia e per le quali è stato implementato correttamente il template Bio. Pagina aggiornata al 6 ago 2025. |

Questa è una lista di persone presenti nell'enciclopedia che hanno il nome Thomas, suddivise per attività principale.

## Agenti segreti(2)
- Thomas Edward Lawrence, agente segreto, militare e archeologo britannico (Tremadog, n. 1888 - Wareham, † 1935)
- Thomas Pichon, agente segreto e scrittore francese (Vire, n. 1700 - Saint Helier, † 1781)

## Agronomi(1)
- Thomas Andrew Knight, agronomo britannico (Wormsley, n. 1759 - Londra, † 1838)

## Alchimisti(1)
- Thomas Vaughan, alchimista, filosofo e esoterista gallese (Newton, n. 1621 - Albury, † 1666)

## Allenatori di football americano(3)
- Tom Cable, allenatore di football americano statunitense (Merced, n. 1964)
- Tom Coughlin, allenatore di football americano statunitense (Waterloo, n. 1946)
- Tom McMahon, allenatore di football americano statunitense (Helena, n. 1969)

## Allenatori di hockey su ghiaccio(5)
- Tom Barrasso, allenatore di hockey su ghiaccio e ex hockeista su ghiaccio statunitense (Boston, n. 1965)
- Thomas Kostner, allenatore di hockey su ghiaccio e ex hockeista su ghiaccio italiano (Bressanone, n. 1962)
- Tom Pokel, allenatore di hockey su ghiaccio e ex hockeista su ghiaccio statunitense (Green Bay, n. 1967)
- Thomas Tragust, allenatore di hockey su ghiaccio e ex hockeista su ghiaccio italiano (Silandro, n. 1986)
- Tom Webster, allenatore di hockey su ghiaccio e hockeista su ghiaccio canadese (Kirkland Lake, n. 1948 - † 2020)

## Allenatori di pallacanestro(11)
- Tab Baldwin, allenatore di pallacanestro statunitense (Jacksonville, n. 1958)
- Tom Bialaszewski, allenatore di pallacanestro statunitense (New York, n. 1982)
- Tom Crean, allenatore di pallacanestro statunitense (Mount Pleasant, n. 1966)
- Tom Davis, allenatore di pallacanestro statunitense (Ridgeway, n. 1938)
- Tom Izzo, allenatore di pallacanestro statunitense (Iron Mountain, n. 1955)
- Tom Maher, allenatore di pallacanestro australiano (Melbourne, n. 1952)
- Tom Nissalke, allenatore di pallacanestro statunitense (Madison, n. 1932 - Salt Lake City, † 2019)
- Thomas Olumbo, allenatore di pallacanestro keniota (Nairobi, † 2014)
- Thomas Päch, allenatore di pallacanestro tedesco (San Salvador, n. 1982)
- Tom Thibodeau, allenatore di pallacanestro e dirigente sportivo statunitense (New Britain, n. 1958)
- Tom Young, allenatore di pallacanestro e cestista statunitense (n. 1932 - Virginia Beach, † 2022)

## Allenatori di tennis(2)
- Thomas Enqvist, allenatore di tennis e ex tennista svedese (Stoccolma, n. 1974)
- Thomas Muster, allenatore di tennis e ex tennista austriaco (Leibnitz, n. 1967)

## Alpinisti(2)
- Thomas Graham Brown, alpinista e fisiologo inglese (Edimburgo, n. 1882 - Edimburgo, † 1965)
- Thomas Maischberger, alpinista austriaco (Mariazell, n. 1857 - Liezen, † 1946)

## Altisti(2)
- Thomas Carmoy, altista belga (Charleroi, n. 2000)
- Thomas Zacharias, ex altista, scrittore e designer tedesco (Bad Harzburg, n. 1947)

## Ambasciatori(1)
- Thomas Boleyn, I conte del Wiltshire, ambasciatore inglese (Hever, n. 1477 - Hever, † 1539)

## Ammiragli(11)
- Thomas Button, ammiraglio e esploratore britannico (Glamorgan - † 1634)
- Thomas Cochrane, ammiraglio e politico britannico (Lanarkshire, n. 1775 - Londra, † 1860)
- Thomas John Cochrane, ammiraglio scozzese (Londra, n. 1789 - Isola di Wight, † 1872)
- Thomas Fremantle, ammiraglio e politico inglese (Aston Abbotts, n. 1765 - Napoli, † 1819)
- Thomas Graves, ammiraglio inglese (Cornovaglia, n. 1725 - Cadhay, † 1802)
- Thomas C. Hart, ammiraglio statunitense (Davison, n. 1877 - Sharon, † 1971)
- Thomas Kinkaid, ammiraglio statunitense (Hanover, n. 1888 - Bethesda, † 1972)
- Thomas Hinman Moorer, ammiraglio statunitense (Mount Willing, n. 1912 - Bethesda Naval Hospital, † 2004)
- Thomas Pakenham, ammiraglio irlandese (n. 1757 - † 1836)
- Thomas Phillips, ammiraglio britannico (Falmouth, n. 1888 - Kuantan, † 1941)
- Thomas L. Sprague, ammiraglio statunitense (Lima, n. 1894 - Chula Vista, † 1972)

## Anatomisti(1)
- Thomas Bartholin, anatomista danese (Copenaghen, n. 1616 - Copenaghen, † 1680)

## Animatori(1)
- Tom Ray, animatore e regista statunitense (Williams, n. 1919 - Virginia Beach, † 2010)

## Antiquari(3)
- Thomas Bartholin il Giovane, antiquario danese (Roskilde, n. 1659 - Copenaghen, † 1690)
- Thomas Bateman, antiquario e archeologo britannico (Rowsley, n. 1821 - † 1861)
- Thomas Hearne, antiquario inglese (White Waltham, n. 1678 - Oxford, † 1735)

## Arbitri di baseball(1)
- Tom Connolly, arbitro di baseball inglese (Manchester, n. 1870 - Natick, † 1961)

## Arbitri di calcio(4)
- Thomas Balvay, arbitro di calcio francese (Parigi, n. 1888 - † 1945)
- Thomas Einwaller, ex arbitro di calcio austriaco (Scheffau am Wilden Kaiser, n. 1977)
- Thomas Léonard, arbitro di calcio francese (Metz, n. 1981)
- Thomas Wharton, arbitro di calcio scozzese (Glasgow, n. 1927 - Renfrewshire Orientale, † 2005)

## Archeologi(1)
- Thomas Ashby, archeologo britannico (Staines, n. 1874 - Londra, † 1931)

## Architetti(13)
- Thomas Allom, architetto e pittore inglese (Lambeth, n. 1804 - Barnes, † 1872)
- Thomas Archer, architetto inglese (Tanworth-in-Arden, n. 1668 - † 1743)
- Thomas Atkinson, architetto inglese (n. 1729 - † 1798)
- Thomas Witlam Atkinson, architetto e pittore inglese (Cawthorne, n. 1799 - Walmer, † 1861)
- Thomas Duff, architetto irlandese (Newry, n. 1792 - Newry, † 1848)
- Thomas Hardwick, architetto britannico (Brentford, n. 1752 - Londra, † 1829)
- Thomas Holme, architetto e urbanista statunitense (Lancashire, n. 1624 - Filadelfia, † 1695)
- Thomas Graham Jackson, architetto britannico (Hampstead, n. 1835 - Londra, † 1924)
- Thomas W. Lamb, architetto scozzese (Dundee, n. 1870 - New York, † 1942)
- Thomas Rickman, architetto e antiquario inglese (Berkshire, n. 1776 - Birmingham, † 1841)
- Thomas L. Schumacher, architetto statunitense (New York, n. 1941 - Washington, † 2009)
- Thomas Talbot Bury, architetto, litografo e incisore inglese (Londra, n. 1809 - Londra, † 1877)
- Thomas Walter, architetto statunitense (Filadelfia, n. 1804 - Filadelfia, † 1882)

## Arcieri(3)
- Thomas Chirault, arciere francese (Moreuil, n. 1997)
- Thomas Koenig, arciere francese (Belfort, n. 1997)
- Thomas Scott, arciere statunitense (Warren, n. 1833 - Norwood, † 1911)

## Arcivescovi anglicani(4)
- Thomas Cranmer, arcivescovo anglicano inglese (Aslockton, n. 1489 - Oxford, † 1556)
- Thomas Herring, arcivescovo anglicano inglese (Walsoken, n. 1693 - Croydon, † 1757)
- Thomas Secker, arcivescovo anglicano inglese (Sibthorpe, n. 1693 - Lambeth Palace, † 1768)
- Thomas Tenison, arcivescovo anglicano britannico (Cottenham, n. 1636 - Londra, † 1715)

## Arcivescovi cattolici(16)
- Thomas Arundel, arcivescovo cattolico inglese (Etchingham, n. 1353 - † 1414)
- Thomas Audo, arcivescovo cattolico e filologo iracheno (Alqosh, n. 1855 - Urmia, † 1918)
- Thomas Bourchier, arcivescovo cattolico e cardinale inglese (Inghilterra, n. 1412 - Knole House, † 1486)
- Thomas Louis Connolly, arcivescovo cattolico irlandese (Cork, n. 1814 - Halifax, † 1876)
- Thomas William Croke, arcivescovo cattolico irlandese (Dromin, n. 1823 - Thurles, † 1902)
- Thomas Andrew Donnellan, arcivescovo cattolico statunitense (New York, n. 1914 - Atlanta, † 1987)
- Thomas Francis Kennedy, arcivescovo cattolico statunitense (Conshohocken, n. 1858 - Roma, † 1917)
- Thomas Francis Little, arcivescovo cattolico australiano (Melbourne, n. 1925 - Melbourne, † 2008)
- Thomas Luke Msusa, arcivescovo cattolico malawiano (Iba, n. 1962)
- Thomas Jessayyan Netto, arcivescovo cattolico indiano (Puthiyathura, n. 1964)
- Thomas Roberts, arcivescovo cattolico britannico (Le Havre, n. 1893 - Londra, † 1976)
- Thomas John Rodi, arcivescovo cattolico statunitense (New Orleans, n. 1949)
- Thomas Tharayil, arcivescovo cattolico indiano (Changanassery, n. 1972)
- Thomas Gerard Wenski, arcivescovo cattolico statunitense (West Palm Beach, n. 1950)
- Thomas Anthony White, arcivescovo cattolico irlandese (Durrow, n. 1931 - Gowran, † 2017)
- Thomas Robert Zinkula, arcivescovo cattolico statunitense (Mount Vernon, n. 1957)

## Arpisti(1)
- Thomas Paul Chipp, arpista e compositore inglese (Londra, n. 1793 - Camden Town, † 1870)

## Arrampicatori(1)
- Thomas Huber, arrampicatore e alpinista tedesco (Palling, n. 1966)

## Artigiani(1)
- Thomas Blunt, artigiano inglese († 1823)

## Artisti(5)
- Thomas Derrick, artista inglese (Bristol, n. 1885 - † 1954)
- Thomas Hirschhorn, artista svizzero (Berna, n. 1957)
- Tom Roberts, artista e pittore britannico (Dorchester, n. 1856 - Kallista, † 1931)
- Thomas Schütte, artista tedesco (Oldenburg, n. 1954)
- Thomas Griffiths Wainewright, artista, critico d'arte e giornalista britannico (Chiswick, n. 1794 - Hobart, † 1847)

## Artisti marziali misti(2)
- Thomas Almeida, artista marziale misto brasiliano (San Paolo, n. 1991)
- Tom Aspinall, artista marziale misto e pugile britannico (Leigh, n. 1993)

## Assassini seriali(2)
- Thomas Neill Cream, serial killer britannico (Glasgow, n. 1850 - Londra, † 1892)
- Thomas W. Piper, serial killer canadese (Yarmouth, n. 1849 - Boston, † 1876)

## Astrofisici(1)
- Thomas Gold, astrofisico austriaco (Vienna, n. 1920 - Ithaca, † 2004)

## Astronauti(6)
- Thomas Akers, ex astronauta statunitense (Saint Louis, n. 1951)
- Thomas Jones, ex astronauta statunitense (n. 1955)
- Thomas Marshburn, ex astronauta e medico statunitense (Statesville, n. 1960)
- Ken Mattingly, astronauta statunitense (Chicago, n. 1936 - Cincinnati, † 2023)
- Thomas Reiter, astronauta tedesco (Francoforte, n. 1958)
- Thomas Stafford, astronauta statunitense (Weatherford, n. 1930 - Satellite Beach, † 2024)

## Astronomi(17)
- Thomas J. Balonek, astronomo statunitense
- Thomas Bopp, astronomo statunitense (Denver, n. 1949 - Phoenix, † 2018)
- Thomas Brisbane, astronomo e generale scozzese (Largs, n. 1773 - Largs, † 1860)
- Thomas George Cowling, astronomo inglese (Hackney, n. 1906 - † 1990)
- Thomas Digges, astronomo e matematico britannico (Barnham, n. 1546 - Londra, † 1595)
- Thomas Gwyn Elger, astronomo britannico (Bedford, n. 1836 - † 1897)
- Thomas Henry Espinell Compton Espin, astronomo britannico (Birmingham, n. 1858 - Tow Law, † 1934)
- Thomas Ignatius Maria Forster, astronomo, naturalista e medico britannico (Londra, n. 1789 - Bruxelles, † 1860)
- Thomas Harriot, astronomo, traduttore e matematico inglese (Oxford, n. 1560 - Londra, † 1621)
- Thomas James Henderson, astronomo scozzese (Dundee, n. 1798 - Edimburgo, † 1844)
- Thomas Maclear, astronomo britannico (Newtownstewart, n. 1794 - Città del Capo, † 1879)
- Thomas Payer, astronomo tedesco
- Thomas Schildknecht, astronomo svizzero
- Thomas Jefferson Jackson See, astronomo statunitense (Montgomery City, n. 1866 - † 1962)
- Thomas Charles Van Flandern, astronomo statunitense (Cleveland, n. 1940 - Seattle, † 2009)
- Thomas William Webb, astronomo britannico (n. 1807 - † 1885)
- Thomas Wright, astronomo, matematico e architetto inglese (Byers Green, n. 1711 - Byers Green, † 1786)

## Attivisti(3)
- Thomas Clarkson, attivista britannico (Wisbech, n. 1760 - Ipswich, † 1846)
- Tom Hayden, attivista, politico e saggista statunitense (Royal Oak, n. 1939 - Santa Monica, † 2016)
- Tom Metzger, attivista statunitense (Indiana, n. 1938 - Hemet, † 2020)

## Attori teatrali(2)
- Thomas Betterton, attore teatrale inglese (Londra, n. 1635 - † 1710)
- Thomas Borchert, attore teatrale, cantante e compositore tedesco (Essen, n. 1966)

## Aviatori(2)
- Thomas Sopwith, aviatore, progettista e imprenditore britannico (Kensington, n. 1888 - Hampshire, † 1989)
- Thomas F. Williams, aviatore canadese (Ingersoll, n. 1885 - Woodstock, † 1985)

## Avvocati(6)
- Thomas Egerton, avvocato britannico (Cheshire, n. 1540 - Dodleston, † 1617)
- Thomas Ewing, avvocato e politico statunitense (West Liberty, n. 1789 - Lancaster, † 1871)
- Thomas Mason Wilford, avvocato, politico e diplomatico neozelandese (Lower Hutt, n. 1870 - Wellington, † 1939)
- Thomas Boyd Mason, avvocato e attore statunitense (Lynchburg, n. 1919 - Roanoke, † 2007)
- Thomas Hamilton, I conte di Haddington, avvocato scozzese (n. 1563 - † 1637)
- Thomas Zelger, avvocato e politico svizzero († 1570)

## Banchieri(2)
- Thomas Hope, banchiere olandese (Amsterdam, n. 1769 - Londra, † 1831)
- Thomas Hope, banchiere olandese (Rotterdam, n. 1704 - Amsterdam, † 1779)

## Baritoni(4)
- Thomas Allen, baritono inglese (Seaham, n. 1944)
- Thomas Hardie Chalmers, baritono, attore e regista statunitense (New York, n. 1884 - Greenwich, † 1966)
- Thomas Hampson, baritono statunitense (Elkhart, n. 1955)
- Thomas Quasthoff, baritono tedesco (Hildesheim, n. 1959)

## Bassisti(5)
- Mike Dean, bassista statunitense (n. 1963)
- Tom Hamilton, bassista statunitense (Colorado Springs, n. 1951)
- Thomas Miller, bassista statunitense (n. 1966)
- Tom Petersson, bassista statunitense (Rockford, n. 1950)
- Tommy Stinson, bassista statunitense (Minneapolis, n. 1966)

## Batteristi(8)
- Richard Christy, batterista statunitense (Fort Scott, n. 1974)
- Tom Hunting, batterista statunitense (n. 1965)
- Thomas Lang, batterista austriaco (Vienna, n. 1967)
- Tommy Lee, batterista e musicista statunitense (Atene, n. 1962)
- Thomas Nack, batterista tedesco (Amburgo, n. 1969)
- Thomas Pridgen, batterista statunitense (El Cerrito, n. 1983)
- Artimus Pyle, batterista statunitense (Louisville, n. 1948)
- Tom Rainey, batterista statunitense (Santa Barbara, n. 1957)

## Biatleti(2)
- Thomas Bormolini, ex biatleta italiano (Sondalo, n. 1991)
- Thomas Frei, ex biatleta e fondista svizzero (Zurigo, n. 1980)

## Biochimici(2)
- Thomas Cech, biochimico statunitense (Chicago, n. 1947)
- Thomas Arthur Steitz, biochimico statunitense (Milwaukee, n. 1940 - Branford, † 2018)

## Biografi(1)
- Thomas E. Gaddis, biografo statunitense (Denver, n. 1908 - Portland, † 1984)

## Biologi(5)
- Thomas Cavalier-Smith, biologo britannico (Londra, n. 1942 - † 2021)
- Thomas Joseph King, biologo statunitense (n. 1921 - † 2000)
- Thomas S. Ray, biologo statunitense
- Thomas Südhof, biologo tedesco (Gottinga, n. 1955)
- Thomas Huckle Weller, biologo statunitense (Ann Arbor, n. 1915 - Needham, † 2008)

## Bobbisti(13)
- Thomas Amrhein, bobbista svizzero (n. 1989)
- Thomas Becker, bobbista statunitense (Indianapolis, n. 1948)
- Robin Dixon, ex bobbista britannico (Londra, n. 1935)
- Thomas Doe, bobbista statunitense (Tacoma, n. 1912 - Hendersonville, † 1969)
- Thomas Florschütz, bobbista tedesco (Sonneberg, n. 1978)
- Thomas Forch, ex bobbista tedesco
- Thomas Hicks, bobbista statunitense (Lyon Mountain, n. 1918 - Essex, † 1992)
- Thomas Lamparter, ex bobbista svizzero (Berna, n. 1978)
- Thomas Platzer, ex bobbista e ex skeletonista tedesco
- Thomas Pöge, bobbista tedesco (n. 1979)
- Thomas Rottensteiner, ex bobbista italiano (Bolzano, n. 1963)
- Thomas Schreiber, ex bobbista svizzero
- Thomas Schroll, ex bobbista austriaco (Hall in Tirol, n. 1965)

## Botanici(8)
- Thomas Anderson, botanico, medico e esploratore scozzese (Edimburgo, n. 1832 - Edimburgo, † 1870)
- Thomas Croxen Archer, botanico britannico (Hardingstone, n. 1817 - † 1885)
- Thomas Martyn, botanico inglese (n. 1735 - † 1825)
- Thomas Morley, botanico statunitense (n. 1917 - † 2002)
- Thomas Nuttall, botanico e zoologo britannico (n. 1786 - † 1859)
- Thomas Pichler, botanico austriaco (Sankt Johann im Walde, n. 1828 - Lienz, † 1903)
- Thomas Thomson, botanico inglese (Glasgow, n. 1817 - Londra, † 1878)
- Thomas Walter, botanico statunitense (n. 1740 - † 1789)

## Cabarettisti(1)
- Thomas D. Rice, cabarettista statunitense (Manhattan, n. 1808 - Brooklyn, † 1860)

## Canoisti(9)
- Thomas Becker, canoista tedesco (n. 1990)
- Thomas Becker, canoista tedesco (Hilden, n. 1967)
- Thomas Bersinger, canoista francese (Pau, n. 1985)
- Thomas Green, canoista australiano (Queensland, n. 1999)
- Thomas Hall, canoista canadese (Montréal, n. 1982)
- Thomas Koechlin, canoista svizzero (Singapore, n. 1991)
- Thomas Ohlsson, ex canoista svedese (n. 1958)
- Thomas Reineck, ex canoista tedesco (n. 1967)
- Thomas Schmidt, canoista tedesco (Bad Kreuznach, n. 1976)

## Canottieri(16)
- Thomas Baroukh, canottiere francese (Le Chesnay, n. 1987)
- Tom Barras, canottiere britannico (Staines, n. 1994)
- Thomas Ebert, canottiere danese (Roskilde, n. 1973)
- Thomas George, canottiere britannico (Cheltenham, n. 1994)
- Thomas Greiner, ex canottiere tedesco (Dresda, n. 1963)
- Thomas Herschmiller, canottiere canadese (n. 1978)
- Tom James, canottiere britannico (Cardiff, n. 1984)
- Thomas Lange, ex canottiere tedesco (Eisleben, n. 1964)
- Thomas Loudon, canottiere canadese (Toronto, n. 1883 - Toronto, † 1968)
- Tom Lucy, canottiere britannico (Bristol, n. 1988)
- Thomas MacKintosh, canottiere neozelandese (Wellington, n. 1997)
- Thomas Murray, canottiere neozelandese (Blenheim, n. 1994)
- Thomas Poulsen, ex canottiere danese (n. 1970)
- Tom Price, ex canottiere statunitense (n. 1933)
- Tom Ransley, canottiere britannico (Ashford, n. 1985)
- Tom Stallard, ex canottiere britannico (Città di Westminster, n. 1978)

## Cantanti(27)
- Rhett Akins, cantante statunitense (Valdosta, n. 1969)
- Tom Angelripper, cantante e bassista tedesco (Gelsenkirchen, n. 1963)
- Thomas, cantante italiano (Bassano del Grappa, n. 2000)
- Tom Chaplin, cantante britannico (Battle, n. 1979)
- Tom DeLonge, cantante e chitarrista statunitense (Poway, n. 1975)
- Tommy Edwards, cantante statunitense (Richmond, n. 1922 - † 1969)
- Thomas Gabriel Fischer, cantante e chitarrista svizzero (Zurigo, n. 1963)
- Thomas Forstner, cantante austriaco (Deutsch-Wagram, n. 1969)
- Tompall Glaser, cantante statunitense (Spalding, n. 1933 - Nashville, † 2013)
- Thomas Godoj, cantante tedesco (Rybnik, n. 1978)
- Tom Gregory, cantante britannico (Blackpool, n. 1995)
- Thom Hell, cantante norvegese (n. 1976)
- Tommy Steele, cantante britannico (Bermondsey, n. 1936)
- Tom Hooker, cantante, compositore e produttore discografico statunitense (Greenwich, n. 1957)
- Clueso, cantante e rapper tedesco (Erfurt, n. 1980)
- Tom Jones, cantante, cantautore e attore gallese (Pontypridd, n. 1940)
- Kasmir, cantante, musicista e produttore discografico finlandese (Espoo, n. 1985)
- Mustii, cantante e attore belga (Bruxelles, n. 1990)
- Tom Parker, cantante, disc jockey e personaggio televisivo inglese (Bolton, n. 1988 - † 2022)
- Pest, cantante norvegese (n. 1975)
- TJR, cantante, produttore discografico e disc jockey statunitense (Danbury, n. 1983)
- Tommy Sands, cantante e attore statunitense (Chicago, n. 1937)
- Tom Smith, cantante, chitarrista e pianista britannico (Northampton, n. 1981)
- Tom Thacker, cantante e chitarrista canadese (Langley, n. 1973)
- Thomas Dutronc, cantante, chitarrista e attore francese (Parigi, n. 1973)
- Thomas Winkler, cantante svizzero (Zollikofen, n. 1985)
- Conchita Wurst, cantante austriaco (Gmunden, n. 1988)

## Cantautori(20)
- Thom Bell, cantautore e produttore discografico statunitense (Kingston, n. 1943 - Bellingham, † 2022)
- Toddla T, cantautore, disc jockey e produttore discografico britannico (Sheffield, n. 1985)
- Luke Bryan, cantautore statunitense (Leesburg, n. 1976)
- Cee Lo Green, cantautore, rapper e produttore discografico statunitense (Atlanta, n. 1975)
- Tom Cochrane, cantautore e musicista canadese (Lynn Lake, n. 1953)
- Thomas Fersen, cantautore francese (Parigi, n. 1963)
- Tom Freund, cantautore e polistrumentista statunitense (New York, n. 1968)
- Tom T. Hall, cantautore e scrittore statunitense (Tick Ridge, n. 1936 - Franklin, † 2021)
- Tom Lehrer, cantautore, comico e pianista statunitense (New York, n. 1928 - Cambridge, † 2025)
- Tom Odell, cantautore e musicista britannico (Chichester, n. 1990)
- Tommy Page, cantautore statunitense (Glen Ridge, n. 1967 - East Stroudsburg, † 2017)
- Tom Paxton, cantautore statunitense (Chicago, n. 1937)
- Tom Petty, cantautore, musicista e produttore discografico statunitense (Gainesville, n. 1950 - Santa Monica, † 2017)
- Tom Rapp, cantautore statunitense (Bottineau, n. 1947 - Melbourne, † 2018)
- Tommy Roe, cantautore e musicista statunitense (Atlanta, n. 1942)
- Tom Rosenthal, cantautore inglese (Londra, n. 1986)
- Tom Russell, cantautore statunitense (Los Angeles)
- Thomas Rhett, cantautore e paroliere statunitense (Valdosta, n. 1990)
- Tom Waits, cantautore, polistrumentista e attore statunitense (Pomona, n. 1949)
- Thom Yorke, cantautore, polistrumentista e compositore britannico (Wellingborough, n. 1968)

## Cardinali(11)
- Thomas Philip Wallrad d'Alsace-Boussut de Chimay, cardinale e arcivescovo cattolico belga (Bruxelles, n. 1679 - Malines, † 1759)
- Thomas Christopher Collins, cardinale e arcivescovo cattolico canadese (Guelph, n. 1947)
- Thomas Benjamin Cooray, cardinale e arcivescovo cattolico singalese (Negombo, n. 1901 - Colombo, † 1988)
- Thomas Langley, cardinale e vescovo cattolico britannico (Middleton - Bishop Auckland, † 1437)
- Thomas Aquino Manyo Maeda, cardinale e arcivescovo cattolico giapponese (Tsuwasaki, n. 1949)
- Thomas Tien Ken-sin, cardinale e arcivescovo cattolico cinese (Chantsui, n. 1890 - Chiayi, † 1967)
- Thomas Weld, cardinale e vescovo cattolico inglese (Londra, n. 1773 - Roma, † 1837)
- Thomas Stafford Williams, cardinale e arcivescovo cattolico neozelandese (Wellington, n. 1930 - Waikanae, † 2023)
- Thomas Joseph Winning, cardinale e arcivescovo cattolico scozzese (Wishaw, n. 1925 - Glasgow, † 2001)
- Thomas Wolsey, cardinale e arcivescovo cattolico inglese (Ipswich - Leicester, † 1530)
- Thomas de Courcelles, cardinale e teologo francese (Ayencourt, n. 1400 - Parigi, † 1469)

## Cartografi(1)
- Thomas Kitchin, cartografo, editore e incisore inglese (Regno Unito, n. 1718 - Regno Unito, † 1784)

## Chimici(8)
- Thomas Anderson, chimico inglese (n. 1819 - † 1874)
- Thomas Andrews, chimico irlandese (Belfast, n. 1813 - Belfast, † 1885)
- Thomas Graham, chimico scozzese (Glasgow, n. 1805 - Londra, † 1869)
- Thomas Percy Hilditch, chimico inglese (Londra, n. 1886 - Birkenhead, † 1965)
- Thomas Charles Hope, chimico e medico scozzese (Edimburgo, n. 1766 - Edimburgo, † 1844)
- Thomas Martin Lowry, chimico britannico (Low Moor, n. 1874 - Cambridge, † 1936)
- Thomas Thomson, chimico inglese (Crieff, n. 1773 - Kilmun, † 1852)
- Thomas Edward Thorpe, chimico britannico (Harpurhey, n. 1845 - Salcombe, † 1925)

## Chitarristi(8)
- Thomas Rune Andersen, chitarrista norvegese (Oslo, n. 1976)
- Thomas Blug, chitarrista tedesco
- Thomas Bredahl, chitarrista e cantante danese (n. 1980)
- Thomas Leeb, chitarrista austriaco (Klagenfurt, n. 1977)
- Tom Morello, chitarrista, cantautore e attivista statunitense (New York, n. 1964)
- Tommy Skeoch, chitarrista e compositore statunitense (Kansas, n. 1962)
- Tom Wisniewski, chitarrista scozzese (Dunoon, n. 1976)
- Thomas Youngblood, chitarrista statunitense (Tampa, n. 1974)

## Ciclisti su strada(24)
- Thomas Bonnet, ciclista su strada e ciclocrossista francese (Châtellerault, n. 1998)
- Thomas Bruun Eriksen, ex ciclista su strada danese (Copenaghen, n. 1979)
- Thomas Champion, ciclista su strada francese (Saint-Sébastien-sur-Loire, n. 1999)
- Thomas Damuseau, ex ciclista su strada francese (Grenoble, n. 1989)
- Thomas De Gendt, ciclista su strada belga (Sint-Niklaas, n. 1986)
- Thomas Degand, ex ciclista su strada belga (Ronse, n. 1986)
- Thomas Dekker, ex ciclista su strada olandese (Amsterdam, n. 1984)
- Thomas Denis, ciclista su strada e pistard francese (Vannes, n. 1997)
- Thomas Deruette, ex ciclista su strada belga (Saint-Mard, n. 1995)
- Thomas Fleischer, ex ciclista su strada tedesco (Lörrach, n. 1971)
- Thomas Fothen, ex ciclista su strada e pistard tedesco (Kaarst, n. 1983)
- Thomas Frei, ex ciclista su strada e ex ciclocrossista svizzero (Losanna, n. 1985)
- Thomas Gachignard, ciclista su strada francese (Niort, n. 2000)
- Thomas Gloag, ciclista su strada britannico (Londra, n. 2001)
- Thomas Peterson, ex ciclista su strada statunitense (Everett, n. 1986)
- Thomas Pidcock, ciclista su strada, ciclocrossista e mountain biker britannico (Leeds, n. 1999)
- Thomas Rohregger, ciclista su strada austriaco (Innsbruck, n. 1982)
- Tom Scully, ex ciclista su strada e ex pistard neozelandese (Invercargill, n. 1990)
- Tom Simpson, ciclista su strada e pistard britannico (Haswell, n. 1937 - Mont Ventoux, † 1967)
- Thomas Sprengers, ex ciclista su strada belga (Lovanio, n. 1990)
- Jake Stewart, ciclista su strada e pistard britannico (Coventry, n. 1999)
- Thomas Voeckler, ex ciclista su strada francese (Schiltigheim, n. 1979)
- Thomas Wegmüller, ex ciclista su strada e pistard svizzero (Schlieren, n. 1960)
- Thomas Ziegler, ex ciclista su strada e mountain biker tedesco (Arnstadt, n. 1980)

## Combinatisti nordici(5)
- Thomas Abratis, ex combinatista nordico tedesco (Waldheim, n. 1967)
- Thomas Dufter, ex combinatista nordico tedesco (Inzell, n. 1966)
- Thomas Müller, ex combinatista nordico tedesco occidentale (Aschaffenburg, n. 1961)
- Thomas Rettenegger, combinatista nordico austriaco (n. 2000)
- Tommy Schmid, ex combinatista nordico svizzero (Trondheim, n. 1988)

## Comici(3)
- Tom Ballard, comico e attore australiano (Warrnambool, n. 1989)
- Tom Scharpling, comico, doppiatore e sceneggiatore statunitense (New Jersey, n. 1969)
- Max Miller, comico e attore britannico (Brighton, n. 1894 - Brighton, † 1963)

## Compositori(29)
- Thomas Adès, compositore, pianista e direttore d'orchestra inglese (Londra, n. 1971)
- Thomas Appleby, compositore e organista inglese († 1563)
- Thomas Arne, compositore britannico (Londra, n. 1710 - Londra, † 1778)
- Thomas Ashwell, compositore e cantore inglese
- Thomas Attwood, compositore e organista inglese (Londra, n. 1765 - Londra, † 1838)
- Thomas J. Bergersen, compositore norvegese (Trondheim, n. 1980)
- Thomas Briccetti, compositore e direttore d'orchestra statunitense (Mount Kisco, n. 1936 - Perugia, † 1999)
- Thomas Campion, compositore, poeta e medico inglese (Londra, n. 1567 - Londra, † 1620)
- Thomas Crecquillon, compositore fiammingo († 1557)
- Thomas Dunhill, compositore e sceneggiatore inglese (Hampstead, n. 1877 - Scunthorpe, † 1946)
- Thomas Fabri, compositore olandese (n. 1380 - † 1420)
- Thomas Fehlmann, compositore svizzero (Zurigo, n. 1957)
- Thomas G:son, compositore, musicista e produttore discografico svedese (Skövde, n. 1968)
- Marvin Hatley, compositore e direttore d'orchestra statunitense (Reed, n. 1905 - Hollywood, † 1986)
- Thomas Jennefelt, compositore svedese (Huddinge, n. 1954)
- Tom Kitt, compositore e direttore d'orchestra statunitense (Oceanside, n. 1974)
- Thomas Morley, compositore, organista e editore inglese (Norwich - † 1602)
- Thomas Newman, compositore statunitense (Los Angeles, n. 1955)
- Tom Newman, compositore e musicista inglese (Perivale, n. 1943)
- Thomas Pasatieri, compositore statunitense (New York, n. 1945)
- Thomas Pykke, compositore inglese
- Thomas Ravenscroft, compositore inglese (n. 1582 - † 1635)
- Thomas Simaku, compositore albanese (Kavajë, n. 1958)
- Tommy Tallarico, compositore statunitense (Springfield, n. 1968)
- Thomas Tallis, compositore inglese (Kent, n. 1505 - Greenwich, † 1585)
- Thomas Tomkins, compositore inglese (St David's, n. 1572 - † 1656)
- Tom Turpin, compositore e musicista statunitense (Savannah, n. 1871 - † 1922)
- Thomas Wanker, compositore austriaco (Graz, n. 1973)
- Thomas Whythorne, compositore inglese (n. 1528 - † 1595)

## Compositori di scacchi(1)
- Thomas Rayner Dawson, compositore di scacchi britannico (Leeds, n. 1889 - Londra, † 1951)

## Conduttori televisivi(3)
- Tom Bergeron, conduttore televisivo statunitense (Haverhill, n. 1955)
- Tom Brokaw, conduttore televisivo, giornalista e scrittore statunitense (Webster, n. 1940)
- Thomas Gottschalk, conduttore televisivo e attore tedesco (Bamberga, n. 1950)

## Corsari(1)
- Thomas Whetstone, corsaro, ufficiale e politico inglese (n. 1630)

## Criminali(5)
- Thomas Matthew Crooks, criminale statunitense (n. 2003 - Meridian, † 2024)
- Thomas Derrick, criminale britannico (n. 1500 - † 1600)
- Thomas Kapatos, criminale statunitense (New Jersey, n. 1915 - New York, † 1977)
- Thomas R. Limerick, criminale statunitense (Council Bluffs, n. 1903 - San Francisco, † 1938)
- Thomas Lubanga, criminale di guerra e generale della Repubblica Democratica del Congo (Djiba, n. 1960)

## Critici letterari(1)
- Thomas Pavel, critico letterario e francesista rumeno (Bucarest, n. 1941)

## Curatori editoriali(1)
- T. O'Conor Sloane, curatore editoriale statunitense (New York, n. 1851 - New York, † 1940)

## Danzatori(2)
- Thomas Forster, danzatore britannico (Londra, n. 1983)
- Thommie Walsh, ballerino, coreografo e regista statunitense (Auburn, n. 1950 - Auburn, † 2007)

## Designer(1)
- Thomas Manss, designer tedesco (Gütersloh, n. 1960)

## Diplomatici(5)
- Thomas Greminger, diplomatico svizzero (Lucerna, n. 1961)
- Thomas Hoby, diplomatico e traduttore inglese (n. 1530 - Parigi, † 1566)
- Thomas Randolph, diplomatico e politico britannico (Badlesmere, n. 1523 - Londra, † 1590)
- Thomas Smith, diplomatico e politico inglese (Saffron Walden, n. 1513 - Surrey, † 1577)
- Thomas Wentworth, I conte di Strafford, diplomatico britannico (York, n. 1672 - Digione, † 1739)

## Direttori artistici(1)
- Thomas Edur, direttore artistico e ex ballerino estone (Tallinn, n. 1969)

## Direttori d'orchestra(4)
- Thomas Beecham, direttore d'orchestra e saggista britannico (St Helens, n. 1879 - Londra, † 1961)
- Thomas Sanderling, direttore d'orchestra tedesco (Novosibirsk, n. 1942)
- Thomas Schippers, direttore d'orchestra statunitense (Portage, n. 1930 - New York, † 1977)
- Thomas Søndergård, direttore d'orchestra danese (Holstebro, n. 1969)

## Direttori della fotografia(3)
- Thomas S. Hermansen, direttore della fotografia, regista e produttore cinematografico danese (n. 1867 - † 1930)
- Thomas Mauch, direttore della fotografia, regista e produttore cinematografico tedesco (Heidenheim an der Brenz, n. 1937)
- Tom Stern, direttore della fotografia statunitense (Palo Alto, n. 1946)

## Dirigenti d'azienda(3)
- Colonnello Tom Parker, manager e impresario teatrale olandese (Breda, n. 1909 - Las Vegas, † 1997)
- Thomas Rabe, manager tedesco (Lussemburgo, n. 1965)
- Thomas J. Watson, dirigente d'azienda statunitense (Campbell, n. 1874 - New York, † 1956)

## Dirigenti sportivi(11)
- Thomas Bach, dirigente sportivo e ex schermidore tedesco (Würzburg, n. 1953)
- Thomas Berntsen, dirigente sportivo, allenatore di calcio e ex calciatore norvegese (Oslo, n. 1970)
- Thomas Brdarić, dirigente sportivo, allenatore di calcio e ex calciatore tedesco (Nürtingen, n. 1975)
- Thomas Ernst, dirigente sportivo e ex calciatore tedesco (Wiesbaden, n. 1967)
- Thomas Hengen, dirigente sportivo, allenatore di calcio e ex calciatore tedesco (Landau in der Pfalz, n. 1974)
- Thomas Hitzlsperger, dirigente sportivo e ex calciatore tedesco (Monaco di Baviera, n. 1982)
- Tom Jernstedt, dirigente sportivo statunitense (McMinnville, n. 1944 - Tequesta, † 2020)
- Thomas Klauser, dirigente sportivo e ex saltatore con gli sci tedesco (Reit im Winkl, n. 1964)
- Thomas Kojo, dirigente sportivo, allenatore di calcio e ex calciatore liberiano (Monrovia, n. 1972)
- Thomas N'Kono, dirigente sportivo, allenatore di calcio e ex calciatore camerunese (Dizangué, n. 1955)
- Thomas Parits, dirigente sportivo, allenatore di calcio e ex calciatore austriaco (Siegendorf, n. 1946)

## Disc jockey(6)
- Thomas Bangalter, disc jockey e produttore discografico francese (Parigi, n. 1975)
- Tom Budin, disc jockey e produttore discografico australiano (Sydney)
- Diplo, disc jockey, produttore discografico e rapper statunitense (Tupelo, n. 1978)
- Thomas Newson, disc jockey e produttore discografico olandese ('s-Hertogenbosch, n. 1994)
- Tommy Trash, disc jockey australiano (Queensland, n. 1987)
- Klute, disc jockey e produttore discografico inglese (Londra)

## Discoboli(1)
- Tom Lieb, discobolo statunitense (Faribault, n. 1899 - Los Angeles, † 1962)

## Disegnatori(1)
- Thomas Rowlandson, disegnatore inglese (Londra, n. 1756 - Londra, † 1827)

## Divulgatori scientifici(1)
- Tom Scott, divulgatore scientifico e youtuber britannico (Mansfield, n. 1984)

## Doppiatori(3)
- Tom Fahn, doppiatore statunitense (New York, n. 1962)
- Tom Kenny, doppiatore, attore e comico statunitense (Syracuse, n. 1962)
- Tom McGrath, doppiatore, animatore e regista statunitense (Lynnwood, n. 1964)

## Drammaturghi(10)
- Thomas Corneille, drammaturgo francese (Rouen, n. 1625 - Les Andelys, † 1709)
- Thomas D'Urfey, drammaturgo e poeta britannico (Devonshire, n. 1653 - Londra, † 1723)
- Thomas Heywood, drammaturgo inglese (Lincolnshire, n. 1573 - Clerkenwell, † 1641)
- Thomas Holcroft, drammaturgo e scrittore inglese (n. 1745 - † 1809)
- Thomas Killigrew, drammaturgo e impresario teatrale britannico (Londra, n. 1612 - Londra, † 1683)
- Thomas Kyd, drammaturgo britannico (Londra, n. 1558 - Londra, † 1594)
- Thomas Middleton, drammaturgo britannico (Londra, n. 1580 - Londra, † 1627)
- Thomas Otway, drammaturgo inglese (Trotton, n. 1652 - Londra, † 1685)
- Thomas William Robertson, drammaturgo, regista teatrale e scrittore irlandese (Newark-on-Trent, n. 1829 - † 1871)
- Thomas Southerne, drammaturgo irlandese (Oxmantown, n. 1660 - † 1746)

## Ebanisti(3)
- Thomas Affleck, ebanista statunitense (Aberdeen, n. 1740 - Filadelfia, † 1795)
- Thomas Chippendale, ebanista e designer inglese (Otley, n. 1718 - Londra, † 1779)
- Thomas Sheraton, ebanista inglese (Stockton-on-Tees, n. 1751 - Londra, † 1806)

## Economisti(11)
- Thomas Benedikter, economista e saggista italiano (Bolzano, n. 1957)
- Thomas Chalmers, economista e religioso scozzese (n. 1780 - † 1847)
- Thomas DiLorenzo, economista statunitense (n. 1954)
- Thomas Edward Cliffe Leslie, economista e docente irlandese (contea di Wexford, n. 1825 - Belfast, † 1882)
- Thomas Robert Malthus, economista, filosofo e pastore protestante inglese (The Rookery, n. 1766 - Bath, † 1834)
- Thomas Mun, economista inglese (Londra, n. 1571 - Londra, † 1641)
- Thomas Nixon Carver, economista statunitense (Iowa, n. 1865 - Santa Monica, † 1961)
- Thomas Piketty, economista francese (Clichy, n. 1971)
- Thomas J. Sargent, economista statunitense (Pasadena, n. 1943)
- Thomas Schelling, economista statunitense (Oakland, n. 1921 - Bethesda, † 2016)
- Thomas Sowell, economista e saggista statunitense (Gastonia, n. 1930)

## Editori(2)
- Thomas Wemyss Reid, editore e biografo inglese (Newcastle upon Tyne, n. 1842 - † 1905)
- Thomas Thorpe, editore inglese (Middlesex)

## Educatori(2)
- Thomas Arnold, educatore, teologo e storico britannico (Cowes, n. 1795 - Rugby, † 1842)
- Thomas Hopkins Gallaudet, educatore statunitense (Filadelfia, n. 1787 - Hartford, † 1851)

## Erpetologi(1)
- Thomas Barbour, erpetologo e naturalista statunitense (n. 1884 - † 1946)

## Esoteristi(1)
- Thomas Karlsson, esoterista svedese (n. 1972)

## Esploratori(6)
- Thomas Thornville Cooper, esploratore britannico (Bishopwearmout, n. 1839 - Bhamo, † 1878)
- Thomas Edge, esploratore e mercante inglese (Blackburn, n. 1587 - Londra, † 1624)
- Thomas Fitzpatrick, esploratore statunitense (contea di Cavan, n. 1799 - Washington, † 1854)
- Thomas Douglas Forsyth, esploratore britannico (Birkenhead, n. 1827 - Eastbourne, † 1886)
- Tom Horn, esploratore, detective e pistolero statunitense (Contea di Scotland, n. 1860 - Cheyenne, † 1903)
- Thomas Mitchell, esploratore scozzese (Craigend, n. 1792 - Darling Point, † 1855)

## Etnologi(1)
- Thomas Achelis, etnologo e filosofo tedesco (Gröpelingen, n. 1850 - Capri, † 1905)

## Fantini(1)
- Thomas Rook, fantino britannico (Newmarket, n. 1836 - San Rossore, † 1897)

## Farmacisti(1)
- Thomas M'Clintock, farmacista statunitense (Delaware, n. 1792 - Filadelfia, † 1876)

## Farmacologi(1)
- Thomas Hartung, farmacologo, immunologo e microbiologo tedesco

## Filantropi(2)
- Thomas John Barnardo, filantropo irlandese (Dublino, n. 1845 - Londra, † 1905)
- Thomas Hanbury, filantropo britannico (Londra, n. 1832 - La Mortola, † 1907)

## Filologi(7)
- Thomas Blackwell, filologo scozzese (Aberdeen, n. 1701 - Edimburgo, † 1757)
- Thomas Gaisford, filologo classico e grecista britannico (Ilford, n. 1779 - Oxford, † 1855)
- Thomas Gärtner, filologo classico tedesco (Rheydt, n. 1969)
- Thomas G. Rosenmeyer, filologo classico e grecista tedesco (Amburgo, n. 1920 - Oakland, † 2007)
- Thomas Römer, filologo e biblista svizzero (Mannheim, n. 1955)
- Thomas Stangl, filologo classico e docente tedesco (Aufhausen, n. 1854 - Würzburg, † 1921)
- Thomas A. Szlezák, filologo classico e grecista tedesco (Budapest, n. 1940 - † 2023)

## Filosofi(12)
- Thomas Brown, filosofo e medico scozzese (Kirkmabreck, n. 1778 - Londra, † 1820)
- Thomas Browne, filosofo e scrittore britannico (Londra, n. 1605 - Norwich, † 1682)
- Thomas Hill Green, filosofo britannico (Birkin, n. 1836 - Oxford, † 1882)
- Thomas Hobbes, filosofo inglese (Westport, n. 1588 - Hardwick Hall, † 1679)
- Thomas Henry Huxley, filosofo e biologo britannico (Ealing, n. 1825 - Eastbourne, † 1895)
- Thomas Metzinger, filosofo tedesco (n. 1958)
- Thomas Molnar, filosofo, storico e politologo statunitense (Budapest, n. 1921 - Richmond, † 2010)
- Thomas M. Seebohm, filosofo tedesco (Gleiwitz, n. 1934 - Bonn, † 2014)
- Thomas Nagel, filosofo serbo (Belgrado, n. 1937)
- Tom Regan, filosofo, scrittore e docente statunitense (Pittsburgh, n. 1938 - Raleigh, † 2017)
- Thomas Reid, filosofo scozzese (Strachan, n. 1710 - Glasgow, † 1796)
- Thomas Taylor, filosofo britannico (Londra, n. 1758 - Londra, † 1835)

## Fisici(6)
- Thomas C. Hanks, geofisico e sismologo statunitense
- Thomas Kibble, fisico britannico (Chennai, n. 1932 - † 2016)
- Thomas Kuhn, fisico, storico e filosofo statunitense (Cincinnati, n. 1922 - Cambridge, † 1996)
- Thomas Parnell, fisico australiano (n. 1881 - † 1948)
- Thomas Johann Seebeck, fisico estone (Tallinn, n. 1770 - Berlino, † 1831)
- Thomas Townsend, fisico statunitense (Zanesville, n. 1905 - Avalon, † 1985)

## Fondisti(5)
- Thomas Alsgaard, fondista norvegese (Lørenskog, n. 1972)
- Thomas Bing, fondista tedesco (n. 1990)
- Thomas Helland Larsen, fondista norvegese (n. 1998)
- Thomas Moriggl, ex fondista italiano (Silandro, n. 1981)
- Thomas Wassberg, ex fondista svedese (Årjäng, n. 1956)

## Fotografi(8)
- Patrick Anson, V conte di Lichfield, fotografo e nobile inglese (Londra, n. 1939 - Oxford, † 2005)
- Thomas Demand, fotografo tedesco (Monaco di Baviera, n. 1964)
- Thomas Dworzak, fotografo tedesco (Bad Kötzting, n. 1972)
- Thomas Hoepker, fotografo, fotoreporter e direttore della fotografia tedesco (Monaco di Baviera, n. 1936 - Santiago del Cile, † 2024)
- Thomas Kellner, fotografo tedesco (Bonn, n. 1966)
- Thomas Ruff, fotografo tedesco (Zell am Harmersbach, n. 1958)
- Thomas Struth, fotografo tedesco (Gheldria, n. 1954)
- Thomas Tulis, fotografo e pittore statunitense (Chattanooga, n. 1961)

## Fumettisti(3)
- Thomas Goletz, fumettista tedesco (n. 1966)
- Thomas Labourot, fumettista francese (Reims, n. 1977)
- Thomas Ott, fumettista svizzero (Zurigo, n. 1966)

## Funzionari(3)
- Thomas Gates, funzionario e politico britannico (n. 1585 - † 1621)
- Tom Homan, funzionario statunitense (West Carthage, n. 1961)
- Thomas Herbert Maddock, funzionario e politico britannico (n. 1792 - Londra, † 1870)

## Gambisti(1)
- Thomas Lupo, gambista e compositore inglese (n. 1571 - Londra, † 1627)

## Genealogisti(1)
- Thomas Woodcock, genealogista inglese (n. 1951)

## Generali(23)
- Thomas Bradford, generale britannico (n. 1777 - † 1853)
- Thomas Robert Bugeaud, generale francese (Limoges, n. 1784 - Parigi, † 1849)
- Alexandre Dumas, generale francese (Jérémie, n. 1762 - Villers-Cotterêts, † 1806)
- Thomas Erpingham, generale inglese († 1428)
- Thomas Fairfax, III lord Fairfax di Cameron, generale inglese (Denton Hall, n. 1612 - Nunappleton, † 1671)
- Thomas F. Farrell, generale statunitense (Brunswick, n. 1891 - Reno, † 1967)
- Thomas Gage, generale britannico (Firle, n. 1719 - Isola di Portland, † 1787)
- Thomas Graham, generale britannico (Perthshire, n. 1748 - Londra, † 1843)
- Thomas Harrison, generale inglese (n. 1606 - Londra, † 1660)
- Thomas Jonathan Jackson, generale statunitense (Clarksburg, n. 1824 - Guinea Station, † 1863)
- Thomas MacQueen, generale britannico (n. 1792 - † 1840)
- Thomas Marden, generale britannico (Bath, n. 1866 - Folkestone, † 1951)
- Thomas Morgan, generale gallese (Galles, n. 1542 - Inghilterra, † 1595)
- Thomas Morland, generale britannico (Montréal, n. 1865 - Montreux, † 1925)
- Thomas Pakenham, V conte di Longford, generale irlandese (Dublino, n. 1864 - † 1915)
- Thomas Perrott, generale britannico (n. 1851 - Chichester, † 1919)
- Thomas Picton, generale gallese (Poyston, n. 1758 - Waterloo, † 1815)
- Thomas S. Power, generale statunitense (New York, n. 1905 - Palm Springs, † 1970)
- Thomas L. Rosser, generale statunitense (Contea di Campbell, n. 1836 - Charlottesville, † 1910)
- Thomas H. Ruger, generale statunitense (Lima, n. 1833 - Stamford, † 1907)
- Thomas Brand, III visconte Hampden, generale inglese (n. 1869 - † 1958)
- Thomas Willoughby Winterton, generale britannico (Woolwich, n. 1898 - Newbury, † 1987)
- Thomas John Wood, generale statunitense (Munfordville, n. 1823 - Dayton, † 1906)

## Genetisti(1)
- Thomas Hunt Morgan, genetista e biologo statunitense (Lexington, n. 1866 - Pasadena, † 1945)

## Geografi(1)
- Thomas Jefferys, geografo, cartografo e incisore britannico (Gran Bretagna, n. 1719 - Gran Bretagna, † 1771)

## Geologi(4)
- Thomas George Bonney, geologo inglese (Rugeley, n. 1833 - Cambridge, † 1923)
- Thomas Chrowder Chamberlin, geologo statunitense (Mattoon, n. 1843 - Chicago, † 1928)
- Griffith Taylor, geologo, antropologo e esploratore britannico (Walthamstow, n. 1880 - Manly, † 1963)
- Thomas Wayland Vaughan, geologo e oceanografo statunitense (Jonesville, n. 1870 - Washington, † 1952)

## Gesuiti(1)
- Thomas Garnet, gesuita inglese (Londra - Tyburn, † 1608)

## Giavellottisti(2)
- Tom Petranoff, ex giavellottista statunitense (Aurora, n. 1958)
- Thomas Röhler, giavellottista tedesco (Jena, n. 1991)

## Ginnasti(3)
- Thomas Bouhail, ginnasta francese (Montfermeil, n. 1986)
- Thomas Thorstensen, ginnasta norvegese (Stavanger, n. 1880 - † 1953)
- Thomas Xenakis, ginnasta greco (Nasso, n. 1875 - Orange, † 1942)

## Giocatori di badminton(1)
- Thomas Stuer-Lauridsen, ex giocatore di badminton danese (n. 1971)

## Giocatori di baseball(9)
- Tommy Edman, giocatore di baseball statunitense (Pontiac, n. 1995)
- Tom Glavine, ex giocatore di baseball statunitense (Concord, n. 1966)
- Tommy Hanson, giocatore di baseball statunitense (Tulsa, n. 1986 - Atlanta, † 2015)
- Tommy La Stella, giocatore di baseball statunitense (Westwood, n. 1989)
- Tommy Lasorda, giocatore di baseball e allenatore di baseball statunitense (Norristown, n. 1927 - Fullerton, † 2021)
- Tommy McCarthy, giocatore di baseball statunitense (Boston, n. 1863 - Boston, † 1922)
- Drew Pomeranz, giocatore di baseball statunitense (Collierville, n. 1988)
- T.J. Rivera, giocatore di baseball statunitense (New York, n. 1988)
- Ross Stripling, giocatore di baseball statunitense (Blue Bell, n. 1989)

## Giocatori di calcio a 5(6)
- Thomas Aloyseous, giocatore di calcio a 5 e calciatore norvegese (n. 1989)
- Thomas Klaussen, giocatore di calcio a 5 e calciatore norvegese (n. 1988)
- Thomas Sæther, giocatore di calcio a 5 e ex calciatore norvegese (Oslo, n. 1984)
- Thomas Sandsør, giocatore di calcio a 5, calciatore e giocatore di beach soccer norvegese (Tåsen, n. 1985)
- Thomas Sier, ex giocatore di calcio a 5 olandese (Purmerend, n. 1973)
- Thomas Ulvestad Vacas, ex giocatore di calcio a 5 e calciatore norvegese (n. 1983)

## Giocatori di curling(5)
- Thomas Klay, giocatore di curling svizzero (n. 1961)
- Thomas Løvold, giocatore di curling norvegese (Oslo, n. 1982)
- Thomas Murray, giocatore di curling britannico (Biggar, n. 1877 - Biggar, † 1944)
- Howard Steward, giocatore di curling canadese (Montréal, n. 1869 - Montréal, † 1951)
- Thomas Ulsrud, giocatore di curling norvegese (Oslo, n. 1971 - Smestad, † 2022)

## Giocatori di lacrosse(2)
- Tom Gorman, giocatore di lacrosse canadese (Ottawa, n. 1886 - Ottawa, † 1961)
- Tom Hunter, giocatore di lacrosse statunitense

## Giocatori di poker(6)
- Tom Abdo, giocatore di poker statunitense (Sioux Falls, n. 1894 - Las Vegas, † 1967)
- Amarillo Slim, giocatore di poker statunitense (Johnson, n. 1928 - Amarillo, † 2012)
- Thomas Bihl, giocatore di poker tedesco (Burghausen, n. 1975)
- T.J. Cloutier, giocatore di poker statunitense (Albany, n. 1939)
- Tom Dwan, giocatore di poker statunitense (Edison, n. 1986)
- Tom McEvoy, giocatore di poker statunitense (Grand Rapids, n. 1944)

## Giocatori di snooker(1)
- Tom Dennis, giocatore di snooker inglese (Nottingham, n. 1882 - Nottingham, † 1940)

## Giornalisti(5)
- Thomas Gibson Bowles, giornalista e editore inglese (Londra, n. 1841 - Algeciras, † 1922)
- Thomas Gnielka, giornalista tedesco (Berlino, n. 1928 - Herold, † 1965)
- Thomas Power O'Connor, giornalista irlandese (Athlone, n. 1848 - Londra, † 1929)
- Tom Phillips, giornalista statunitense (Filadelfia, n. 1989)
- Tom Shales, giornalista e critico televisivo statunitense (Elgin, n. 1944 - Alexandria, † 2024)

## Giuristi(4)
- Thomas Erskine Holland, giurista inglese (Brighton, n. 1835 - Oxford, † 1926)
- Thomas Alured Faunce, giurista e medico australiano (n. 1958 - Canberra, † 2019)
- Thomas Mensah, giurista ghanese (Kumasi, n. 1932 - Londra, † 2020)
- Thomas Neale, giurista britannico (n. 1614 - † 1699)

## Golfisti(7)
- Thomas Bjørn, golfista danese (Silkeborg, n. 1971)
- Tommy Fleetwood, golfista inglese (Southport, n. 1991)
- Tom Kite, golfista statunitense (McKinney, n. 1949)
- Tom Lehman, golfista statunitense (Austin, n. 1959)
- Tom McGinnis, golfista statunitense (Memphis, n. 1947 - Summerville, † 2023)
- Tom Watson, golfista statunitense (Kansas City, n. 1949)
- Tom Weiskopf, golfista statunitense (Massillon, n. 1942 - Big Sky, † 2022)

## Grecisti(1)
- Thomas Bertram Lonsdale Webster, grecista britannico (n. 1905 - Stanford, † 1974)

## Hockeisti su ghiaccio(23)
- Thomas Bäumle, ex hockeista su ghiaccio svizzero (Olten, n. 1984)
- Thomas Chabot, hockeista su ghiaccio canadese (Sainte-Marie, n. 1997)
- Thomas Commisso, hockeista su ghiaccio e hockeista in-line italiano (Bolzano, n. 1983 - Bolzano, † 2025)
- Joe Daley, ex hockeista su ghiaccio canadese (Winnipeg, n. 1943)
- Thomas Dantone, ex hockeista su ghiaccio italiano (Cavalese, n. 1982)
- Thomas Di Pauli, ex hockeista su ghiaccio italiano (Bolzano, n. 1994)
- Thomas Erlacher, ex hockeista su ghiaccio italiano (Brunico, n. 1988)
- Thomas Greiss, hockeista su ghiaccio tedesco (Füssen, n. 1986)
- Thomas Koch, hockeista su ghiaccio austriaco (Klagenfurt, n. 1983)
- Thomas Larkin, hockeista su ghiaccio italiano (Londra, n. 1990)
- Tom Martin, ex hockeista su ghiaccio e allenatore di hockey su ghiaccio canadese (Toronto, n. 1947)
- Tom McCarthy, hockeista su ghiaccio canadese (Toronto, n. 1934 - Toronto, † 1992)
- Tom Milani, hockeista su ghiaccio canadese (Thunder Bay, n. 1952 - Thunder Bay, † 2021)
- Tom Moone, hockeista su ghiaccio statunitense (Ottawa, n. 1908 - Meredith, † 1986)
- Thomas Pichler, ex hockeista su ghiaccio italiano (Bolzano, n. 1985)
- Thomas Pichler, ex hockeista su ghiaccio italiano (Vipiteno, n. 1986)
- Tom Poti, ex hockeista su ghiaccio statunitense (Worcester, n. 1977)
- Thomas Pöck, hockeista su ghiaccio austriaco (Klagenfurt, n. 1981)
- Thomas Rüfenacht, ex hockeista su ghiaccio svizzero (Northfield, n. 1985)
- Thomas Spinell, ex hockeista su ghiaccio italiano (Bolzano, n. 1990)
- Tom Tilley, ex hockeista su ghiaccio canadese (Trenton, n. 1965)
- Thomas Vanek, hockeista su ghiaccio austriaco (Baden, n. 1984)
- Thomas Ziegler, ex hockeista su ghiaccio svizzero (Zurigo, n. 1978)

## Hockeisti su prato(1)
- Thomas Briels, hockeista su prato belga (Wilrijk, n. 1987)

## Illusionisti(1)
- Tony Corinda, illusionista britannico (Londra, n. 1930 - Norfolk, † 2010)

## Illustratori(2)
- Thomas Nast, illustratore statunitense (Landau in der Pfalz, n. 1840 - Guayaquil, † 1902)
- Thomas W. Wood, illustratore e ornitologo inglese (Londra, n. 1839 - Londra, † 1910)

## Imprenditori(27)
- Tom Barrack, imprenditore e ambasciatore statunitense (Culver City, n. 1947)
- Thomas Bauer, imprenditore e dirigente d'azienda tedesco (Schrobenhausen, n. 1955)
- Thomas Beecham, imprenditore britannico (Curbridge, n. 1820 - Southport, † 1907)
- Thomas Byerley, imprenditore britannico (n. 1747 - † 1810)
- Thomas Cubitt, imprenditore britannico (Buxton, n. 1788 - Denbies, † 1855)
- Thomas Cullinan, imprenditore e politico sudafricano (Seymor, n. 1862 - Johannesburg, † 1936)
- Thomas Aspinwall Davis, imprenditore e politico statunitense (Brookline, n. 1798 - † 1845)
- Thomas Dewar, imprenditore scozzese (Perth, n. 1864 - † 1930)
- Thomas DiBenedetto, imprenditore statunitense (Boston, n. 1949)
- Thomas C. Durant, imprenditore statunitense (Lee, n. 1820 - Contea di Warren, † 1885)
- Thomas Henry Duthie, imprenditore sudafricano (Stirling, n. 1806 - Knysna, † 1857)
- Thomas Fearnley, imprenditore e filantropo norvegese (Amsterdam, n. 1841 - Oslo, † 1927)
- Dan Friedkin, imprenditore e produttore cinematografico statunitense (San Diego, n. 1965)
- Thomas Johannessen Heftye, imprenditore, politico e filantropo norvegese (Christiania, n. 1822 - Christiania, † 1886)
- Tom Kalinske, imprenditore statunitense (n. 1944)
- Thomas Leiper, imprenditore e politico statunitense (Strathaven, n. 1745 - Contea di Delaware, † 1825)
- Thomas Mason, imprenditore e politico statunitense (Contea di Fairfax, n. 1770 - Woodbridge, † 1800)
- Thomas Matter, imprenditore e politico svizzero (Liestal, n. 1966)
- Thomas S. Ricketts, imprenditore e dirigente sportivo statunitense (Omaha, n. 1966)
- Tony Ryan, imprenditore e manager irlandese (Thurles, n. 1936 - Celbridge, † 2007)
- Thomas Schleicher, imprenditore e dirigente d'azienda francese
- Jay Sebring, imprenditore statunitense (Birmingham, n. 1933 - Los Angeles, † 1969)
- Thomas Shaughnessy, I barone Shaughnessy, imprenditore canadese (Milwaukee, n. 1853 - Montréal, † 1923)
- Thomas Tull, imprenditore e produttore cinematografico statunitense (Endwell, n. 1970)
- Thomas Twining, imprenditore britannico (Painswick, n. 1675 - Londra, † 1741)
- Thomas Vickers, imprenditore e militare inglese (n. 1833 - Londra, † 1915)
- Thomas J. Watson Jr., imprenditore, politico e aviatore statunitense (n. 1914 - † 1993)

## Incisori(2)
- Thomas Bewick, incisore inglese (Ovingham, n. 1753 - Gateshead, † 1828)
- Thomas Burke, incisore e pittore irlandese (Dublino, n. 1749 - Londra, † 1815)

## Informatici(4)
- Thomas H. Cormen, informatico statunitense (New York, n. 1956)
- Thomas A. DeFanti, informatico statunitense (n. 1948)
- Tom Duff, informatico e programmatore canadese (Toronto, n. 1952)
- Thomas Knoll, programmatore statunitense (n. 1960)

## Ingegneri(12)
- Thomas B. Coughlin, ingegnere statunitense (Baltimora, n. 1941)
- Thomas Midgley, ingegnere, chimico e inventore statunitense (Beaver Falls, n. 1889 - Worthington, † 1944)
- Thomas Orde-Lees, ingegnere e esploratore britannico (Aquisgrana, n. 1877 - Wellington, † 1958)
- Thomas O. Paine, ingegnere statunitense (Berkeley, n. 1921 - Los Angeles, † 1992)
- Thomas Pesquet, ingegnere, aviatore e astronauta francese (Rouen, n. 1978)
- Thomas Arthur Rickard, ingegnere, giornalista e saggista britannico (Crotone, n. 1864 - Oak Bay, † 1953)
- Thomas Savery, ingegnere e inventore inglese (Shilstone, n. 1650 - Londra, † 1715)
- Thomas Kilgore Sherwood, ingegnere statunitense (Columbus, n. 1903 - † 1976)
- Thomas Slade, ingegnere britannico (n. 1703 - Bath, † 1771)
- Thomas Stevenson, ingegnere britannico (Edimburgo, n. 1818 - Edimburgo, † 1887)
- Thomas Telford, ingegnere scozzese (Dumfriesshire, n. 1757 - Londra, † 1834)
- Thomas Tredgold, ingegnere e scrittore britannico (Brandon, n. 1788 - Londra, † 1829)

## Insegnanti(3)
- Tom Arnold, docente e storico della letteratura inglese (Lalehalm, n. 1823 - Dublino, † 1900)
- Thomas Cartwright, insegnante e teologo inglese (Royston, n. 1535 - Warwick, † 1603)
- Thomas Hughes, insegnante, crickettista e calciatore inglese (Cheltenham, n. 1851 - Lelant, † 1940)

## Inventori(7)
- Thomas Allgood, inventore e decoratore inglese (Kettering, n. 1640 - Pontypool, † 1716)
- Thomas Armat, inventore statunitense (Fredericksburg, n. 1866 - Washington, † 1948)
- Thomas Edison, inventore e imprenditore statunitense (Milan, n. 1847 - West Orange, † 1931)
- Thomas Hancock, inventore britannico (Marlborough, n. 1786 - Londra, † 1865)
- Thomas Newcomen, inventore inglese (Dartmouth, n. 1663 - Londra, † 1729)
- Thomas Davenport, inventore statunitense (Williamstown, n. 1802 - Salisbury, † 1851)
- Thomas H. White, inventore e imprenditore statunitense (Phillipston, n. 1836 - Cleveland, † 1914)

## Investigatori(1)
- Thomas F. Byrnes, investigatore statunitense (Dublino, n. 1842 - New York, † 1910)

## Letterati(1)
- Thomas Wilson, letterato britannico (Lincolnshire, n. 1523 - Londra, † 1581)

## Librettisti(2)
- Thomas Meehan, librettista e sceneggiatore statunitense (Ossining, n. 1929 - New York, † 2017)
- Thomas Morell, librettista, letterato e tipografo inglese (Eton, n. 1703 - Londra, † 1784)

## Linguisti(2)
- Thomas Frederick Crane, linguista statunitense (New York, n. 1844 - DeLand, † 1927)
- Thomas Lambdin, linguista statunitense (n. 1927 - † 2020)

## Liutai(2)
- Thomas Edlinger II, liutaio tedesco (Augsburg, n. 1662 - Praga, † 1729)
- Thomas Edlinger, liutaio austriaco (Großkirchheim - Augsburg, † 1690)

## Liutisti(3)
- Thomas Binkley, liutista statunitense (Cleveland, n. 1931 - Bloomington, † 1995)
- Thomas Ford, liutista e compositore inglese († 1648)
- Thomas Greaves, liutista e compositore inglese

## Lottatori(4)
- Thomas Barreiro, lottatore canadese (Ithaca, n. 1989)
- Tom Brands, ex lottatore statunitense (Omaha, n. 1968)
- Thomas Gilman, lottatore statunitense (Council Bluffs, n. 1994)
- Thomas Zander, lottatore tedesco (Aalen, n. 1967)

## Mafiosi(6)
- Thomas Bilotti, mafioso statunitense (Staten Island, n. 1940 - New York, † 1985)
- Thomas DeSimone, mafioso statunitense (New York, n. 1950 - † 1978)
- Thomas Eboli, mafioso italiano (Scisciano, n. 1911 - Crown Heights, † 1972)
- Tommy Gambino, mafioso statunitense (New York, n. 1929 - New York, † 2023)
- Tommy Lucchese, mafioso italiano (Palermo, n. 1899 - Lido Beach, † 1967)
- Thomas Ricciardi, mafioso e collaboratore di giustizia statunitense (n. 1952)

## Magistrati(3)
- Thomas Henry Bingham, giudice britannico (Marylebone, n. 1933 - Boughrood, † 2010)
- Thomas Buergenthal, magistrato tedesco (Ľubochňa, n. 1934 - Miami, † 2023)
- Thomas St. Lawrence, giudice irlandese (n. 1480 - † 1553)

## Maratoneti(4)
- Thomas Ayeko, maratoneta e mezzofondista ugandese (n. 1992)
- Thomas Hicks, maratoneta statunitense (Birmingham, n. 1876 - Winnipeg, † 1952)
- Thomas Kennedy, maratoneta statunitense (Carleton Place, n. 1884 - † 1937)
- Tom Richards, maratoneta britannico (n. 1910 - † 1985)

## Marciatori(2)
- Tom Bosworth, marciatore britannico (Sevenoaks, n. 1990)
- Tommy Green, marciatore britannico (Fareham, n. 1894 - Eastleigh, † 1975)

## Matematici(15)
- Thomas Abbt, matematico e filosofo tedesco (Ulma, n. 1738 - Bückeburg, † 1766)
- Thomas Bayes, matematico britannico (Hertfordshire, n. 1702 - Royal Tunbridge Wells, † 1761)
- Thomas Fincke, matematico e fisico danese (Flensburgo, n. 1561 - Copenaghen, † 1656)
- Thomas Hakon Grönwall, matematico svedese (Dylta bruk, n. 1877 - New York, † 1932)
- Thomas Callister Hales, matematico statunitense (San Antonio, n. 1958)
- Thomas Little Heath, matematico e traduttore inglese (Barnetby-le-Wold, n. 1861 - Ashtead, † 1940)
- Thomas Hood, matematico inglese (n. 1556 - † 1620)
- Thomas Eugene Kurtz, matematico e informatico statunitense (Oak Park, n. 1928 - Lebanon, † 2024)
- Thomas Leseur, matematico e fisico francese (Rethel, n. 1703 - Roma, † 1770)
- Thomas MacRobert, matematico scozzese (Dreghorn, n. 1884 - Glasgow, † 1962)
- Thomas Muir, matematico scozzese (Stonebyres, n. 1844 - † 1934)
- Thomas Simpson, matematico britannico (Market Bosworth, n. 1710 - Market Bosworth, † 1761)
- Thomas Spencer, matematico e fisico statunitense (n. 1946)
- Thomas Joannes Stieltjes, matematico olandese (Zwolle, n. 1856 - Tolosa, † 1894)
- Thomas Turton, matematico e vescovo anglicano inglese (York, n. 1780 - Londra, † 1864)

## Medici(21)
- Thomas Addis, medico e scienziato scozzese (Edimburgo, n. 1881 - Los Angeles, † 1949)
- Thomas Addison, medico e scienziato britannico (Longbenton, n. 1793 - Brighton, † 1860)
- Thomas Barlow, medico inglese (Edgworth, n. 1845 - Londra, † 1945)
- Thomas Bond, medico e chirurgo statunitense (Filadelfia, n. 1713 - Filadelfia, † 1784)
- Thomas Davis, medico e politico cookese (Rarotonga, n. 1917 - Rarotonga, † 2007)
- Thomas Dover, medico e corsaro britannico (n. 1660 - † 1742)
- Thomas Fienus, medico svizzero (Lovanio, n. 1567 - Lovanio, † 1631)
- Thomas Gann, medico irlandese (Murrish, n. 1867 - † 1938)
- Thomas Hodgkin, medico britannico (Londra, n. 1798 - Giaffa, † 1866)
- Thomas Horder, I barone Horder, medico britannico (Shaftesbury, n. 1871 - Petersfield, † 1955)
- Thomas Caverhill Jerdon, medico, botanico e zoologo britannico (n. 1811 - † 1872)
- Thomas Lathrop Stedman, medico e editore statunitense (Cincinnati, n. 1853 - New York, † 1938)
- Thomas Linacre, medico e umanista inglese (Canterbury - Canterbury, † 1524)
- Thomas Penny, medico e entomologo inglese (n. 1532 - † 1589)
- Thomas Percival, medico inglese (n. 1740 - † 1804)
- Thomas Platter il Giovane, medico svizzero (Basilea, n. 1574 - Basilea, † 1628)
- Thomas Starzl, medico statunitense (Le Mars, n. 1926 - Pittsburgh, † 2017)
- Thomas Sydenham, medico inglese (Wynford Eagle, n. 1624 - Londra, † 1689)
- Thomas Story Kirkbride, medico statunitense (Morrisville, n. 1809 - Filadelfia, † 1883)
- Thomas Wakley, medico e politico britannico (Membury, n. 1795 - Madeira, † 1862)
- Thomas Willis, medico e anatomista britannico (Wiltshire, n. 1621 - Londra, † 1675)

## Medievisti(1)
- Tom Shippey, medievista e critico letterario britannico (n. 1943)

## Mercanti(6)
- Thomas Gresham, mercante e banchiere inglese (Londra, n. 1519 - Londra, † 1579)
- Thomas Lipton, mercante e imprenditore scozzese (Glasgow, n. 1848 - Londra, † 1931)
- Thomas Pitt, mercante e politico britannico (Blandford Forum, Dorset, n. 1658 - Berkshire, † 1726)
- Thomas Smyth, mercante e politico inglese (Westenhanger Castle, n. 1558 - Sutton-at-Hone, † 1642)
- Thomas Tryon, mercante, scrittore e saggista inglese (n. 1634 - † 1703)
- Thomas Willett, mercante e politico inglese (Barley - Swansea, † 1674)

## Mercenari(1)
- Mike Hoare, mercenario britannico (Calcutta, n. 1919 - Durban, † 2020)

## Meteorologi(1)
- Thomas Barker, meteorologo e astronomo britannico (Lyndon, n. 1722 - † 1809)

## Mezzofondisti(11)
- Tom Courtney, mezzofondista e velocista statunitense (Newark, n. 1933 - Naples, † 2023)
- Tom Evenson, mezzofondista e siepista britannico (Manchester, n. 1910 - Manchester, † 1997)
- Tom Farrell, ex mezzofondista statunitense (New York, n. 1944)
- Tommy Hampson, mezzofondista e velocista britannico (Clapham, n. 1907 - Stevenage, † 1965)
- Thomas Howe, ex mezzofondista liberiano (n. 1944)
- Thomas Humphreys, mezzofondista britannico (Wingrave, n. 1890 - Aston Abbotts, † 1967)
- Thomas Keen, mezzofondista britannico (Cambridgeshire, n. 2001)
- Thomas Longosiwa, mezzofondista keniota (Kapchila, n. 1988)
- Tom McKean, ex mezzofondista britannico (n. 1963)
- Tom Von Ruden, mezzofondista statunitense (Coeur d'Alene, n. 1944 - † 2018)
- Thomas Wessinghage, ex mezzofondista tedesco (Hagen, n. 1952)

## Micologi(1)
- Thomas James Wallace, micologo britannico (Devon, † 2001)

## Militari(37)
- Thomas John Anquetil, ufficiale britannico (Isola di Jersey, n. 1784 - Afghanistan, † 1842)
- Thomas de Beauchamp, XII conte di Warwick, militare e politico inglese (n. 1338 - † 1401)
- Thomas Beaufort, I duca di Exeter, militare britannico (Angiò, n. 1377 - Greenwich, † 1426)
- Thomas Bligh, ufficiale e politico irlandese (n. 1685 - † 1775)
- Thomas Blood, militare e criminale irlandese (Clare, n. 1618 - Westminster, † 1680)
- Thomas Churchyard, militare, poeta e traduttore inglese (Shrewsbury - Londra, † 1604)
- Thomas Cochrane, VIII conte di Dundonald, ufficiale e politico scozzese (n. 1691 - † 1778)
- Boston Corbett, militare statunitense (Londra, n. 1832 - Hinckley, † 1894)
- Thomas Custer, militare statunitense (New Rumley, n. 1845 - Little Bighorn, † 1876)
- Thomas Delavall, ufficiale inglese (Londra, n. 1620 - New York, † 1682)
- Thomas Dunne, militare britannico (n. 1933 - † 2025)
- Thomas Fairfax, I lord Fairfax di Cameron, militare, diplomatico e politico scozzese (Bilbrough, n. 1560 - † 1640)
- Thomas Fairfax, VI lord Fairfax di Cameron, militare britannico (Castello di Leeds, n. 1693 - Greenway Court, † 1781)
- Thomas Ferebee, militare statunitense (Mockswille, n. 1918 - Windermere, † 2000)
- Thomas FitzAlan, XII conte di Arundel, militare e politico inglese (n. 1381 - † 1415)
- Thomas de Foix-Lescun, militare francese († 1525)
- Thomas Grenville, militare britannico (Carlisle, n. 1755 - Londra, † 1846)
- Thomas Hardy, I baronetto, ufficiale britannico (Dorset, n. 1769 - Greenwich, † 1839)
- Thomas Hennen, militare e ex astronauta statunitense (Albany, n. 1952)
- Thomas Hickey, militare irlandese (New York, † 1776)
- Thomas Highgate, militare britannico (Shoreham, n. 1895 - Tournan-en-Brie, † 1914)
- Thom Karremans, ex militare olandese (Apeldoorn, n. 1948)
- Thomas Lumley-Saunderson, III conte di Scarbrough, ufficiale e politico inglese (n. 1691 - † 1752)
- Thomas Maitland, militare e politico britannico (Ratho, n. 1760 - Malta, † 1824)
- Pattimura, militare e rivoluzionario indonesiano (Haria, n. 1783 - Fort Victoria, † 1817)
- Thomas McGuire, militare e aviatore statunitense (Ridgewood, n. 1920 - Negros, † 1945)
- Thomas Montacute, IV conte di Salisbury, militare britannico (n. 1388 - Orléans, † 1428)
- Tom Moore, ufficiale e militare britannico (Keighley, n. 1920 - Bedford, † 2021)
- Thomas Mottershead, militare e aviatore britannico (Widnes, n. 1892 - Bailleul, † 1917)
- Thomas Müller, militare tedesco (Monaco di Baviera, n. 1902 - † 1945)
- Thomas Percy, I barone di Egremont, militare inglese (Leconfield, n. 1422 - Northampton, † 1460)
- Thomas Pride, militare inglese (Nonesuch House, † 1658)
- Thomas Sankara, militare, politico e rivoluzionario burkinabé (Yako, n. 1949 - Ouagadougou, † 1987)
- Thomas Ussher, militare irlandese (Dublino, n. 1779 - Queenstown, † 1848)
- Thomas Wilkinson, militare britannico (Widnes, n. 1898 - Mar di Giava, † 1942)
- Thomas Wilkinson, militare britannico (York, n. 1831 - York, † 1887)
- Friedrich Zobel, militare austriaco (Brema, n. 1799 - Villach, † 1869)

## Mineralogisti(1)
- Thomas Barth, mineralogista norvegese (Bolsøy, n. 1899 - Oslo, † 1971)

## Missionari(2)
- Thomas Bridges, missionario e linguista britannico (n. 1842 - Buenos Aires, † 1898)
- Thomas Spreiter, missionario e vescovo cattolico tedesco (Ratisbona, n. 1865 - Vryheid, † 1944)

## Montatori(3)
- Tom Cross, montatore statunitense (Milwaukee, n. 1969)
- Thomas J. Nordberg, montatore statunitense
- Thomas Richards, montatore statunitense (Dalton, n. 1899 - Los Angeles, † 1946)

## Multiplisti(4)
- Truxton Hare, multiplista, martellista e pesista statunitense (Filadelfia, n. 1878 - Radnor, † 1956)
- Tom Kiely, multiplista britannico (Ballyneal, n. 1869 - Dublino, † 1951)
- Tom Pappas, multiplista statunitense (Azalea, n. 1976)
- Thomas Van der Plaetsen, multiplista belga (Gand, n. 1990)

## Musicisti(18)
- Thomas Brinkmann, musicista tedesco (n. 1959)
- King Dude, musicista statunitense (Seattle)
- Tommy Cunningham, musicista, compositore e cantante scozzese (Glasgow, n. 1964)
- August Darnell, musicista, cantante e compositore statunitense (Bronx, n. 1950)
- Thomas Dolby, musicista, compositore e imprenditore britannico (Londra, n. 1958)
- Thomas Dybdahl, musicista e cantautore norvegese (Sandnes, n. 1979)
- Tommy Eden, musicista e cantautore statunitense
- Tom Fletcher, musicista e scrittore britannico (Harrow, n. 1985)
- Squarepusher, musicista britannico (Chelmsford, n. 1975)
- Thomas Köner, musicista e artista tedesco (Bochum, n. 1965)
- Thomas Leer, musicista scozzese (Port Glasgow, n. 1953)
- Thomas Linley, musicista inglese (n. 1756 - † 1778)
- Thomas Mapfumo, musicista zimbabwese (Marandellas, n. 1945)
- Tom Misch, musicista britannico (Londra, n. 1995)
- Tom Robinson, musicista, cantante e disc jockey britannico (Cambridge, n. 1950)
- Thomas Stauch, musicista tedesco (Krefeld, n. 1970)
- Tom Vek, musicista e polistrumentista britannico (Londra, n. 1981)
- Tom Walker, musicista e cantautore britannico (Kilsyth, n. 1991)

## Naturalisti(7)
- Thomas Edward Bowdich, naturalista, esploratore e zoologo inglese (Bristol, n. 1790 - Bathurst, † 1824)
- Thomas Brown, naturalista britannico (Perth, n. 1785 - † 1862)
- Thomas Campbell Eyton, naturalista inglese (Eyton Hall, n. 1809 - † 1880)
- Thomas Horsfield, naturalista statunitense (Filadelfia, n. 1773 - Londra, † 1859)
- Thomas Pennant, naturalista e antiquario gallese (n. 1726 - † 1798)
- Thomas Say, naturalista, entomologo e zoologo statunitense (Filadelfia, n. 1787 - New Harmony, † 1834)
- Thomas Stewart Traill, naturalista e medico britannico (Kirkwall, n. 1781 - Edimburgo, † 1862)

## Navigatori(5)
- Thomas Cavendish, navigatore, esploratore e corsaro inglese (Trimley St. Martin, n. 1560 - Oceano Atlantico, † 1592)
- Thomas Dale, navigatore inglese (Machilipatnam, † 1619)
- Thomas Gilbert, marinaio e esploratore britannico
- Thomas Kirke, navigatore inglese (Dieppe, n. 1603 - Trim, † 1642)
- Thomas McLeod, marinaio e esploratore scozzese (Stornoway, n. 1869 - Kingston, † 1960)

## Numismatici(1)
- Thomas Snelling, numismatico britannico (n. 1712 - † 1773)

## Nuotatori(22)
- Sydney Battersby, nuotatore britannico (Platt Bridge, n. 1887 - Sydney, † 1974)
- Bill Burgess, nuotatore e pallanuotista inglese (Rotherham, n. 1872 - Parigi, † 1950)
- Thomas Ceccon, nuotatore italiano (Thiene, n. 2001)
- Thomas Dean, nuotatore britannico (n. 2000)
- Hayes Dockrell, nuotatore e pallanuotista irlandese (Dublino, n. 1907 - Northampton, † 1970)
- Tom Dolan, ex nuotatore statunitense (Arlington, n. 1974)
- Thomas Fahrner, ex nuotatore tedesco (Ludwigshafen, n. 1963)
- Thomas Fannon, nuotatore irlandese (Birmingham, n. 1998)
- Thomas Flemming, ex nuotatore tedesco (Schlema, n. 1967)
- Thomas Fraser-Holmes, nuotatore australiano (Newcastle, n. 1991)
- Tommy Hannan, ex nuotatore statunitense (Baltimora, n. 1980)
- Tom Jager, ex nuotatore statunitense (Collinsville, n. 1964)
- Thomas Lejdström, ex nuotatore svedese (Västerås, n. 1962)
- Thomas Lurz, ex nuotatore tedesco (Würzburg, n. 1979)
- Tom Malchow, ex nuotatore statunitense (Saint Paul, n. 1976)
- Tom McBreen, ex nuotatore statunitense (n. 1952)
- Thomas Neill, nuotatore australiano (n. 2002)
- Thomas Ponting, ex nuotatore canadese (Montréal, n. 1965)
- Thomas Rupprath, nuotatore tedesco (Neuss, n. 1977)
- Thomas Shields, nuotatore statunitense (Panama City, n. 1991)
- Thomas Verhoeven, nuotatore olandese (n. 1997)
- Tom Wilkens, ex nuotatore statunitense (Middletown, n. 1975)

## Odontoiatri(1)
- Thomas W. Evans, dentista statunitense (n. 1823 - Parigi, † 1897)

## Organisti(4)
- Thomas Bateson, organista e compositore inglese (n. 1570 - Dublino, † 1630)
- Thomas Murray, organista e docente statunitense (Los Angeles, n. 1943)
- Thomas Preston, organista e compositore inglese
- Thomas Weelkes, organista e compositore inglese (n. 1576 - † 1623)

## Orientalisti(5)
- Thomas William Rhys Davids, orientalista inglese (Colchester, n. 1843 - Chipstead, † 1922)
- Erpenius, orientalista olandese (Gorinchem, n. 1584 - Leida, † 1624)
- Thomas Hyde, orientalista inglese (Billingsley, n. 1636 - Oxford, † 1703)
- Thomas Joseph Lamy, orientalista belga (Ohey, n. 1827 - Lovanio, † 1907)
- Thomas Wade, orientalista inglese (Londra, n. 1818 - Cambridge, † 1895)

## Ornitologi(1)
- Thomas Powys, IV Barone Lilford, ornitologo britannico (Londra, n. 1833 - † 1896)

## Orologiai(2)
- Thomas Mudge, orologiaio inglese (n. 1715 - † 1794)
- Thomas Tompion, orologiaio inglese (Northill, n. 1639 - Londra, † 1713)

## Ostacolisti(5)
- Thomas Barr, ostacolista irlandese (Waterford, n. 1992)
- Thomas Blaschek, ex ostacolista e ex bobbista tedesco (Gera, n. 1981)
- Thomas Curtis, ostacolista e velocista statunitense (San Francisco, n. 1873 - Nahant, † 1944)
- Thomas Hill, ex ostacolista statunitense (New Orleans, n. 1949)
- Thomas Munkelt, ex ostacolista tedesco (Zedlitz, n. 1952)

## Ottici(1)
- Thomas Godfrey, ottico e inventore statunitense (Filadelfia, n. 1704 - Filadelfia, † 1749)

## Pallamanisti(2)
- Thomas Bortoli, pallamanista italiano (Busto Arsizio, n. 2002)
- Tom Schneeberger, ex pallamanista e ex cestista statunitense (Ann Arbor, n. 1956)

## Pallanuotisti(6)
- Tom Coe, pallanuotista britannico (Manchester, n. 1873 - Manchester, † 1942)
- Tom Hoad, ex pallanuotista e allenatore di pallanuoto australiano (Fremantle, n. 1940)
- Thomas Huber, ex pallanuotista tedesco (Stoccarda, n. 1963)
- Thomas Loebb, ex pallanuotista tedesco (Gelsenkirchen, n. 1957)
- Tom Thould, pallanuotista britannico (Weston-super-Mare, n. 1886 - Weston-super-Mare, † 1971)
- Thomas Whalan, pallanuotista australiano (Sydney, n. 1980)

## Pallavolisti(7)
- Thomas Amberg, pallavolista e allenatore di pallavolo statunitense (El Cajon, n. 1990)
- Thomas Beretta, pallavolista italiano (Milano, n. 1990)
- Thomas Carmody, pallavolista statunitense (n. 1992)
- Thomas Edgar, pallavolista australiano (Brisbane, n. 1989)
- Thomas Ereu, pallavolista venezuelano (Acarigua, n. 1979)
- Thomas Frigo, pallavolista italiano (Soave, n. 1997)
- Thomas Jaeschke, pallavolista statunitense (Wheaton, n. 1993)

## Pastori protestanti(4)
- Thomas Baylie, pastore protestante inglese (n. 1582 - † 1663)
- Thomas Cook, pastore protestante e imprenditore britannico (Melbourne, nel Derbyshire, n. 1808 - Leicester, † 1892)
- Thomas Hall, pastore protestante statunitense (Oxford Township, n. 1750 - Livorno, † 1824)
- Thomas Müntzer, pastore protestante tedesco (Stolberg, n. 1489 - Mühlhausen, † 1525)

## Patologi(1)
- Thomas Stoltz Harvey, patologo statunitense (Louisville, n. 1912 - Titusville, † 2007)

## Patrioti(1)
- Thomas Knowlton, patriota statunitense (Boxford, n. 1740 - New York, † 1776)

## Pattinatori artistici su ghiaccio(1)
- Thomas Litz, ex pattinatore artistico su ghiaccio statunitense (Allentown, n. 1945)

## Pattinatori di short track(2)
- Thomas Hong, pattinatore di short track sudcoreano (Seul, n. 1997)
- Thomas Nadalini, pattinatore di short track italiano (Trento, n. 2002)

## Pattinatori di velocità su ghiaccio(2)
- Thomas Byberg, pattinatore di velocità su ghiaccio norvegese (Hommelvik, n. 1916 - Trondheim, † 1998)
- Thomas Krol, pattinatore di velocità su ghiaccio olandese (Deventer, n. 1992)

## Pentatleti(1)
- Thomas Daniel, pentatleta austriaco (Schwarzach im Pongau, n. 1985)

## Personaggi televisivi(1)
- Morgan McMichaels, personaggio televisivo scozzese (Alexandria, n. 1981)

## Personalità religiose(1)
- Thomas Hooker, personalità religiosa statunitense (Marefield, n. 1586 - Hartford, † 1647)

## Pianisti(5)
- Thomas A. Dorsey, pianista e compositore statunitense (Villa Rica, n. 1899 - Chicago, † 1993)
- Tommy Flanagan, pianista statunitense (Detroit, n. 1930 - New York, † 2001)
- Thomas de Hartmann, pianista e compositore russo (Choruživka, n. 1885 - New York, † 1956)
- Fats Waller, pianista, compositore e cantante statunitense (New York, n. 1904 - Kansas City, † 1943)
- Blind Tom Wiggins, pianista statunitense (Harris County, n. 1849 - † 1908)

## Piloti automobilistici(12)
- Thomas Biagi, pilota automobilistico italiano (Bologna, n. 1976)
- Tom Bridger, pilota automobilistico britannico (Woolmer Green, n. 1934 - Logie Coldstone, † 1991)
- Tommy Byrne, ex pilota automobilistico irlandese (Drogheda, n. 1958)
- Tom Chilton, pilota automobilistico britannico (Reigate, n. 1985)
- Tony Crook, pilota automobilistico britannico (Manchester, n. 1920 - Bristol, † 2014)
- Cuth Harrison, pilota automobilistico britannico (Ecclesall, n. 1906 - Sheffield, † 1981)
- Thomas Kemenater, pilota automobilistico e ex sciatore alpino italiano (Bolzano, n. 1961)
- Taso Mathieson, pilota automobilistico e scrittore britannico (Glasgow, n. 1908 - Vichy, † 1991)
- Thomas Preining, pilota automobilistico austriaco (Linz, n. 1998)
- Tom Pryce, pilota automobilistico britannico (Ruthin, n. 1949 - Midrand, † 1977)
- Tom Sneva, ex pilota automobilistico statunitense (Spokane, n. 1948)
- Tommy Spychiger, pilota automobilistico svizzero (Langenthal, n. 1934 - Monza, † 1965)

## Piloti di rally(1)
- Thomas Rådström, ex pilota di rally svedese (Vännäs, n. 1966)

## Piloti motociclistici(10)
- Tom Booth-Amos, pilota motociclistico britannico (Newport, n. 1996)
- Thomas Chareyre, pilota motociclistico francese (Alès, n. 1988)
- Thomas Gradinger, pilota motociclistico austriaco (Sankt Marienkirchen bei Schärding, n. 1996)
- Ken Kavanagh, pilota motociclistico australiano (Melbourne, n. 1923 - Bergamo, † 2019)
- Thomas Körner, pilota motociclistico tedesco (n. 1962)
- Thomas Lüthi, pilota motociclistico svizzero (Oberdiessbach, n. 1986)
- Thomas Oldrati, pilota motociclistico italiano (Bergamo, n. 1989)
- Tom Phillis, pilota motociclistico australiano (Sydney, n. 1931 - Isola di Man, † 1962)
- Tom Sykes, pilota motociclistico britannico (Huddersfield, n. 1985)
- Thomas Tallevi, pilota motociclistico italiano (Pesaro, n. 1982)

## Pirati(2)
- Thomas Magott, pirata inglese (Inghilterra - † 1680)
- Thomas Tew, pirata inglese (Inghilterra, n. 1649 - Oceano Indiano, † 1695)

## Pistard(7)
- Thomas Boudat, pistard e ciclista su strada francese (Langon, n. 1994)
- Thomas Cornish, pistard australiano (Sydney, n. 2000)
- Tommy Godwin, pistard britannico (n. 1920 - Solihull, † 2012)
- Thomas Huschke, ex pistard tedesco (Berlino, n. 1947)
- Thomas Lance, pistard britannico (Paddington, n. 1891 - Brighton, † 1976)
- Thomas Sexton, pistard e ciclista su strada neozelandese (Invercargill, n. 1998)
- Thomas Shardelow, pistard sudafricano (Durban, n. 1931 - † 2019)

## Pittori(44)
- Thomas Pollock Anshutz, pittore statunitense (Newport, n. 1851 - Filadelfia, † 1912)
- Thomas Baumgartner, pittore tedesco (Monaco di Baviera, n. 1892 - Kreuth, † 1962)
- Thomas Hart Benton, pittore statunitense (Neosho, n. 1889 - Kansas City, † 1975)
- Thomas Blanchet, pittore e incisore francese (Parigi, n. 1614 - Lione, † 1689)
- Thomas Chambers, pittore inglese (Whitby, n. 1808 - Whitby, † 1869)
- Thomas Cole, pittore inglese (Bolton, n. 1801 - Catskill, † 1848)
- Thomas Sidney Cooper, pittore inglese (Canterbury, n. 1803 - Harbledown, † 1902)
- Thomas Couture, pittore francese (Senlis, n. 1815 - Villiers-le-Bel, † 1879)
- Thomas Daniell, pittore inglese (Kingston-on-Thames, n. 1749 - Londra, † 1840)
- Thomas Dessoulavy, pittore inglese (Londra, n. 1801 - Roma, † 1869)
- Thomas Dewing, pittore statunitense (Newton Lower Fall, n. 1851 - Cornish, † 1938)
- Thomas Doughty, pittore statunitense (Filadelfia, n. 1793 - † 1856)
- Thomas Eakins, pittore, fotografo e scultore statunitense (Filadelfia, n. 1844 - Filadelfia, † 1916)
- Thomas Ender, pittore austriaco (Vienna, n. 1793 - Vienna, † 1875)
- Thomas Fearnley, pittore norvegese (Halden, n. 1802 - Monaco di Baviera, † 1842)
- Thomas Francken, pittore fiammingo (Anversa, n. 1574 - Anversa)
- Thomas Gainsborough, pittore inglese (Sudbury, n. 1727 - Londra, † 1788)
- Thomas Girtin, pittore britannico (Londra, n. 1775 - Londra, † 1802)
- Thomas Cooper Gotch, pittore e illustratore inglese (Kettering, n. 1854 - Londra, † 1931)
- Thomas Hardy, pittore e incisore britannico (Derbyshire, n. 1757 - † 1804)
- Thomas Hickey, pittore e viaggiatore irlandese (Dublino, n. 1741 - Madras, † 1824)
- Thomas Hill, pittore statunitense (Birmingham, n. 1829 - Raymond, † 1908)
- Thomas Christopher Hofland, pittore britannico (Worksop, n. 1777 - Leamington Spa, † 1843)
- Thomas Hudson, pittore inglese (Devon, n. 1701 - Twickenham, † 1779)
- Thomas Jones, pittore britannico (Cefnllys, n. 1742 - † 1803)
- Thomas Benjamin Kennington, pittore britannico (Grimsby, n. 1856 - Londra, † 1916)
- Thomas de Keyser, pittore e architetto olandese (Amsterdam, n. 1596 - Amsterdam, † 1667)
- Thomas Lawrence, pittore britannico (Bristol, n. 1769 - Londra, † 1830)
- Thomas Luny, pittore inglese (St Eve, n. 1759 - † 1837)
- Thomas Reid MacDonald, pittore canadese (Montréal, n. 1908 - Parigi, † 1978)
- Thomas Malton, pittore e incisore inglese (Londra, n. 1748 - Londra, † 1804)
- Thomas Moran, pittore statunitense (Bolton, n. 1837 - † 1926)
- Thomas Patch, pittore e incisore britannico (Exeter, n. 1725 - Firenze, † 1782)
- Thomas Phillips, pittore inglese (Dudley, n. 1770 - Londra, † 1845)
- Thomas Richmond, pittore britannico (n. 1802 - Windermere, † 1874)
- Thomas Seddon, pittore britannico (Londra, n. 1821 - Il Cairo, † 1856)
- Thomas Smith, pittore inglese († 1767)
- Thomas Sully, pittore britannico (Horncastle, n. 1783 - Filadelfia, † 1872)
- Tom Thomson, pittore canadese (Claremont, n. 1877 - Parco provinciale di Algonquin, † 1917)
- Tom Wesselmann, pittore, scultore e artista statunitense (Cincinnati, n. 1931 - New York, † 2004)
- Worthington Whittredge, pittore statunitense (Springfield, n. 1820 - Summit, † 1910)
- Thomas Wijck, pittore olandese (Beverwijk, n. 1616 - Haarlem, † 1677)
- Thomas Willeboirts Bosschaert, pittore, disegnatore e incisore olandese (Bergen op Zoom, n. 1613 - Anversa, † 1654)
- Thomas Whitcombe, pittore britannico (Londra, n. 1763)

## Poeti(26)
- Thomas Aird, poeta e giornalista scozzese (Bowden, n. 1802 - Dumfries, † 1876)
- Thomas Campbell, poeta e drammaturgo scozzese (Glasgow, n. 1777 - Boulogne-sur-Mer, † 1844)
- Thomas Chatterton, poeta inglese (Bristol, n. 1752 - Holborn, † 1770)
- T. S. Eliot, poeta, saggista e critico letterario statunitense (Saint Louis, n. 1888 - Londra, † 1965)
- Thomas Gray, poeta inglese (Londra, n. 1716 - Cambridge, † 1771)
- Thomas Hardy, poeta e scrittore britannico (Upper Bockhampton, n. 1840 - Dorchester, † 1928)
- Thomas Hood, poeta e umorista inglese (Londra, n. 1799 - † 1845)
- Thomas Ernest Hulme, poeta inglese (Endon, n. 1883 - Oostduinkerke, † 1917)
- Tommaso di Ercildoune, poeta scozzese (Ercildoune)
- Tom MacInnes, poeta e scrittore canadese (n. 1867 - † 1951)
- Tommy Makem, poeta, cantautore e suonatore di banjo britannico (Keady, n. 1932 - Dover, † 2007)
- Thomas Medwin, poeta e traduttore britannico (Horsham, n. 1788 - Horsham, † 1869)
- Thomas Moore, poeta, commediografo e attore teatrale irlandese (Dublino, n. 1779 - Sloperton, † 1852)
- Thomas Nashe, poeta, scrittore e drammaturgo inglese (n. 1567 - † 1601)
- Thomas Occleve, poeta inglese (Londra - Southwick)
- Thomas Overbury, poeta e saggista inglese (Warwickshire, n. 1581 - Londra, † 1613)
- Thomas Parnell, poeta irlandese (Dublino, n. 1679 - Chester, † 1718)
- Thomas William Parsons, poeta statunitense (Boston, n. 1819 - Scituate, † 1892)
- Thomas Percy, poeta, antiquario e religioso inglese (Bridgnorth, n. 1729 - Dromore, † 1811)
- Thomas Randolph, poeta e drammaturgo inglese (Newnham, n. 1605 - † 1635)
- Thomas Shadwell, poeta e commediografo inglese (Lynford, n. 1642 - Londra, † 1692)
- Thomas Sturge Moore, poeta inglese (Hastings, n. 1870 - † 1944)
- Thomas Thorild, poeta e filosofo svedese (Svarteborg, n. 1759 - Greifswald, † 1808)
- Thomas Traherne, poeta, teologo e scrittore inglese (Hereford - Teddington, † 1674)
- Thomas Watson, poeta inglese (Londra, n. 1555 - † 1592)
- Thomas Wyatt, poeta e diplomatico inglese (Allington Castle, n. 1503 - † 1542)

## Politologi(3)
- Thomas Gerard Gallagher, politologo britannico (Glasgow, n. 1954)
- Thomas Homer-Dixon, politologo canadese (Victoria, n. 1956)
- Tom Nichols, politologo e saggista statunitense (n. 1960)

## Predicatori(5)
- Thomas Brooks, predicatore e teologo inglese (n. 1608 - † 1680)
- Thomas Helwys, predicatore, giurista e teologo inglese (Gainsborough, n. 1575 - Londra, † 1616)
- Thomas S. Monson, predicatore e religioso statunitense (Salt Lake City, n. 1927 - Salt Lake City, † 2018)
- Thomas Story, predicatore e teologo britannico (Kirklinton, n. 1670 - Ruscombe, † 1742)
- Thomas Watson, predicatore e teologo inglese (n. 1620 - † 1686)

## Presbiteri(7)
- Thomas Byles, presbitero inglese (Leeds, n. 1870 - Oceano Atlantico, † 1912)
- Thomas Hemerford, presbitero inglese (Dorset, n. 1554 - Tyburn, † 1584)
- Thomas Hill, presbitero inglese (Kington - † 1653)
- Thomas Walter Manson, presbitero e biblista britannico (North Shields, n. 1893 - † 1958)
- Thomas Marschler, presbitero e teologo tedesco (Düsseldorf, n. 1969)
- Thomas Frederick Price, presbitero e missionario statunitense (Wilmington, n. 1860 - Hong Kong, † 1919)
- Thomas Pègues, presbitero e saggista francese (Marcillac-Vallon, n. 1866 - Dax, † 1936)

## Produttori cinematografici(2)
- Tom Ackerley, produttore cinematografico e attore britannico (Surrey, n. 1990)
- Thomas Langmann, produttore cinematografico e attore francese (Parigi, n. 1971)

## Produttori discografici(6)
- Tom Dowd, produttore discografico statunitense (New York, n. 1925 - Aventura, † 2002)
- Kid Harpoon, produttore discografico, paroliere e cantautore britannico (Chatham, n. 1982)
- Tommy Mottola, produttore discografico statunitense (New York, n. 1949)
- Tom Novy, produttore discografico, disc jockey e conduttore televisivo tedesco (Kaufbeuren, n. 1970)
- Thomas Waber, produttore discografico, dirigente d'azienda e imprenditore tedesco (Francoforte, n. 1955)
- Tom Wilson, produttore discografico statunitense (Waco, n. 1931 - Los Angeles, † 1978)

## Produttori televisivi(2)
- Thomas L. Moran, produttore televisivo e regista statunitense
- Tom Werner, produttore televisivo e imprenditore statunitense (New York, n. 1950)

## Progettisti(2)
- Thomas Andrews, progettista britannico (Comber, n. 1873 - Oceano Atlantico, † 1912)
- Thomas Humber, progettista e imprenditore inglese (Sheffield, n. 1841 - Teddington, † 1910)

## Psichiatri(2)
- Thomas Adeoye Lambo, psichiatra nigeriano (Abeokuta, n. 1923 - † 2004)
- Thomas Szasz, psichiatra e attivista ungherese (Budapest, n. 1920 - Manlius, † 2012)

## Psicologi(1)
- Thomas Gordon, psicologo statunitense (n. 1918 - † 2002)

## Pugili(9)
- Tommy Fury, pugile e personaggio televisivo britannico (Manchester, n. 1999)
- Tommy Gibbons, pugile statunitense (Saint Paul, n. 1891 - † 1960)
- Rocky Graziano, pugile statunitense (Brooklyn, n. 1919 - New York, † 1990)
- Thomas Hearns, ex pugile statunitense (Memphis, n. 1958)
- Thomas Jackling, pugile britannico (Derby, n. 1750 - Cork, † 1797)
- Tommy Loughran, pugile statunitense (Filadelfia, n. 1902 - Altoona, † 1982)
- Thomas Oosthuizen, pugile sudafricano (Gauteng, n. 1988)
- Pete Rademacher, pugile statunitense (Tieton, n. 1928 - Sandusky, † 2020)
- Thomas Ulrich, ex pugile tedesco (Berlino, n. 1975)

## Rapper(3)
- Sinik, rapper francese (Parigi, n. 1980)
- Rapper Big Pooh, rapper statunitense (n. 1980)
- Thomas Lægård, rapper danese (Pindstrup, n. 1971)

## Registi(28)
- Thomas Arslan, regista e sceneggiatore tedesco (Braunschweig, n. 1962)
- Thomas Astruc, regista e sceneggiatore francese (Parigi, n. 1975)
- Thomas Bentley, regista, sceneggiatore e attore inglese (Londra, n. 1880 - Warwickshire, † 1950)
- Thomas Cailley, regista e sceneggiatore francese (Clermont-Ferrand, n. 1980)
- Thomas Carter, regista, produttore televisivo e attore statunitense (Austin, n. 1953)
- Tom DiCillo, regista, sceneggiatore e direttore della fotografia statunitense (Camp Lejeune, n. 1953)
- Thomas Gilou, regista e sceneggiatore francese (Boulogne-Billancourt, n. 1955)
- Tom Gries, regista, sceneggiatore e produttore cinematografico statunitense (Chicago, n. 1922 - Los Angeles, † 1977)
- Thomas N. Heffron, regista cinematografico e attore teatrale statunitense (n. 1872 - San Francisco, † 1951)
- Tom Holland, regista, sceneggiatore e attore statunitense (Poughkeepsie, n. 1943)
- Tom Hooper, regista britannico (Londra, n. 1972)
- T. Hayes Hunter, regista e sceneggiatore statunitense (Filadelfia, n. 1884 - Londra, † 1944)
- Thomas H. Ince, regista cinematografico, produttore cinematografico e sceneggiatore statunitense (Newport, n. 1882 - Beverly Hills, † 1924)
- Thomas Jahn, regista e sceneggiatore tedesco (Hückelhoven, n. 1965)
- Thomas Kail, regista statunitense (Alexandria, n. 1977)
- Thomas Kruithof, regista e sceneggiatore francese (n. 1976)
- Thomas Lilti, regista e sceneggiatore francese (n. 1976)
- Tom McCarthy, regista, sceneggiatore e attore statunitense (New Providence, n. 1966)
- Thomas Robsahm, regista, produttore cinematografico e attore norvegese (Arendal, n. 1964)
- Thomas Schlamme, regista e produttore televisivo statunitense (Houston, n. 1950)
- Thomas Schnauz, regista, sceneggiatore e produttore televisivo statunitense (New Jersey, n. 1966)
- Tom Shadyac, regista, sceneggiatore e produttore cinematografico statunitense (Falls Church, n. 1958)
- Thomas Szabo, regista e sceneggiatore francese (n. 1962)
- Jacques Tourneur, regista e montatore francese (Parigi, n. 1904 - Bergerac, † 1977)
- Thomas Turolo, regista italiano (Udine, n. 1980)
- Thomas Vinterberg, regista e sceneggiatore danese (Copenaghen, n. 1969)
- Thomas A. Wise, regista, attore e commediografo inglese (Vescovado, n. 1865 - San Valentino Tokyo, † 1928)
- Tommy Wiseau, regista, attore e sceneggiatore polacco (Poznań, n. 1955)

## Registi teatrali(1)
- Thomas Ostermeier, regista teatrale tedesco (Soltau, n. 1968)

## Religiosi(6)
- Thomas Case, religioso inglese (n. 1598 - † 1682)
- Thomas Coleman, religioso inglese (Oxford, n. 1598 - † 1647)
- Thomas Gage, religioso britannico (Giamaica, † 1656)
- Thomas Manton, religioso britannico (Lydeard St Lawrence, n. 1620 - † 1677)
- Thomas Murner, religioso, poeta e traduttore tedesco (Obernai, n. 1475 - † 1537)
- Thomas Westfield, religioso e teologo inglese (Ely, n. 1573 - † 1644)

## Rivoluzionari(3)
- Tom Clarke, rivoluzionario irlandese (Milford-on-Sea, n. 1858 - Dublino, † 1916)
- Thomas McElwee, rivoluzionario irlandese (Bellaghy, n. 1957 - Long Kesh, † 1981)
- Thomas Paine, rivoluzionario e politico britannico (Thetford, n. 1737 - New York, † 1809)

## Rugbisti a 15(28)
- Tom Beim, rugbista a 15 inglese (Frimley, n. 1975)
- Tommy Bowe, ex rugbista a 15 irlandese (Monaghan, n. 1984)
- Tom Bowman, ex rugbista a 15 australiano (Tamworth, n. 1976)
- Thomas Castaignède, ex rugbista a 15 francese (Mont-de-Marsan, n. 1975)
- Tom Court, ex rugbista a 15 australiano (Brisbane, n. 1980)
- Tom Croft, ex rugbista a 15 britannico (Basingstoke, n. 1985)
- Tom Curry, rugbista a 15 inglese (Hounslow, n. 1998)
- Gerald Davies, rugbista a 15, dirigente d'azienda e dirigente sportivo britannico (n. 1945)
- Thomas Domingo, ex rugbista a 15 francese (Tulle, n. 1985)
- Thomas Gallo, rugbista a 15 argentino (San Miguel de Tucumán, n. 1999)
- Tom de Glanville, rugbista a 15 inglese (Bath, n. 1999)
- Tom Homer, rugbista a 15 inglese (Salisbury, n. 1990)
- Tom Lawton, ex rugbista a 15 e allenatore di rugby a 15 australiano (Darwin, n. 1962)
- Thomas Lièvremont, ex rugbista a 15 e allenatore di rugby a 15 francese (Perpignano, n. 1973)
- Tom Marshall, rugbista a 15 neozelandese (Auckland, n. 1990)
- TJ Perenara, rugbista a 15 neozelandese (Porirua, n. 1992)
- Thomas Ramos, rugbista a 15 francese (Mazamet, n. 1995)
- Tom Rees, rugbista a 15 inglese (Basingstoke, n. 1984)
- Thomas Ryan, rugbista a 15 e pittore neozelandese (Londra, n. 1864 - Auckland, † 1927)
- Tommy Seymour, rugbista a 15 britannico (Nashville, n. 1988)
- Tom Smith, rugbista a 15 e allenatore di rugby a 15 britannico (Londra, n. 1971 - † 2022)
- Tom Tierney, rugbista a 15 e allenatore di rugby a 15 irlandese (Limerick, n. 1976 - † 2023)
- Thomas du Toit, rugbista a 15 sudafricano (Città del Capo, n. 1995)
- Tom Varndell, rugbista a 15 e allenatore di rugby a 15 inglese (Ashford, n. 1985)
- Tom Voyce, rugbista a 15 inglese (Truro, n. 1981 - Northumberland, † 2024)
- Thomas Waldrom, ex rugbista a 15 neozelandese (Lower Hutt, n. 1983)
- Tom Wood, rugbista a 15 britannico (Coventry, n. 1986)
- Tom Youngs, rugbista a 15 britannico (Norwich, n. 1987)

## Saggisti(4)
- Thomas Carlyle, saggista, storico e filosofo scozzese (Ecclefechan, n. 1795 - Londra, † 1881)
- Thomas Lauren Friedman, saggista statunitense (Minneapolis, n. 1953)
- Thomas R. Nevin, saggista statunitense (n. 1944)
- Tom Wolfe, saggista, giornalista e scrittore statunitense (Richmond, n. 1930 - New York, † 2018)

## Saltatori con gli sci(4)
- Thomas Diethart, ex saltatore con gli sci austriaco (Tulln an der Donau, n. 1992)
- Thomas Aasen Markeng, saltatore con gli sci norvegese (n. 2000)
- Thomas Morgenstern, ex saltatore con gli sci austriaco (Spittal an der Drau, n. 1986)
- Thomas Prosser, ex saltatore con gli sci tedesco occidentale (n. 1960)

## Sassofonisti(1)
- Tom Scott, sassofonista, compositore e arrangiatore statunitense (Los Angeles, n. 1948)

## Scacchisti(2)
- Thomas Wilson Barnes, scacchista inglese (Londra, n. 1825 - Londra, † 1874)
- Thomas Luther, scacchista tedesco (Erfurt, n. 1969)

## Sceneggiatori(9)
- Thomas Bidegain, sceneggiatore francese (Mauléon-Licharre, n. 1968)
- Tommy Blacha, sceneggiatore statunitense (Detroit, n. 1962)
- Tom Brady, sceneggiatore, regista e produttore televisivo statunitense (Bayonne, n. 1963)
- T. E. B. Clarke, sceneggiatore inglese (Watford, n. 1907 - Surrey, † 1989)
- Thomas Dean Donnelly e Joshua Oppenheimer, sceneggiatore statunitense (Sayreville)
- Thomas Harlan, sceneggiatore e regista tedesco (Berlino, n. 1929 - † 2010)
- Tom Mankiewicz, sceneggiatore, regista e produttore cinematografico statunitense (Los Angeles, n. 1942 - Los Angeles, † 2010)
- Tom Schulman, sceneggiatore, produttore cinematografico e produttore televisivo statunitense (Nashville, n. 1950)
- Tom Tataranowicz, sceneggiatore e produttore televisivo statunitense (Detroit, n. 1960)

## Scenografi(2)
- Thomas Little, scenografo statunitense (Ogden, n. 1886 - Santa Monica, † 1985)
- Thomas Sanders, scenografo statunitense (San Pedro, n. 1953 - † 2017)

## Schermidori(5)
- Thomas Endres, ex schermidore tedesco (Würzburg, n. 1969)
- Thomas Gerull, ex schermidore tedesco (Itzehoe, n. 1962)
- Thomas Jäger, ex schermidore tedesco (n. 1951)
- Thomas Losonczy, ex schermidore statunitense (Passaic, n. 1953)
- Thomas Strzalkowski, schermidore statunitense (Cracovia, n. 1971)

## Sciatori alpini(35)
- Thomas Bacher, ex sciatore alpino austriaco (n. 1983)
- Thomas Bergamelli, ex sciatore alpino italiano (Trescore Balneario, n. 1973)
- Thomas Biesemeyer, ex sciatore alpino statunitense (Plattsburgh, n. 1989)
- Thomas Bowers, ex sciatore alpino statunitense (n. 1959)
- Thomas Bürgler, ex sciatore alpino svizzero (Illgau, n. 1960)
- Thomas Chaix, sciatore alpino francese (n. 2005)
- Thomas Dorner, ex sciatore alpino austriaco (n. 1998)
- Thomas Dreßen, ex sciatore alpino tedesco (Garmisch-Partenkirchen, n. 1993)
- Thomas Fanara, ex sciatore alpino francese (Annecy, n. 1981)
- Thomas Foley, ex sciatore alpino e sciatore freestyle irlandese (Kenmare, n. 1979)
- Thomas Franz, ex sciatore alpino austriaco (n. 1980)
- Thomas Frey, ex sciatore alpino francese (Colmar, n. 1984)
- Thomas Geisser, ex sciatore alpino svizzero (Engelberg, n. 1977)
- Thomas Graggaber, ex sciatore alpino austriaco (Salisburgo, n. 1981)
- Thomas Grandi, ex sciatore alpino canadese (Bolzano, n. 1972)
- Thomas Gsodam, ex sciatore alpino austriaco (n. 1972)
- Thomas Hangl, ex sciatore alpino austriaco (n. 1968)
- Thomas Hauser, ex sciatore alpino austriaco (Zell am Ziller, n. 1953)
- Thomas Hettegger, ex sciatore alpino austriaco (n. 1994)
- Thomas König, ex sciatore alpino austriaco (Villaco, n. 1990)
- TJ Lanning, ex sciatore alpino statunitense (Helena, n. 1987)
- Thomas Lardon, sciatore alpino francese (Saint-Étienne, n. 2001)
- Thomas Mayrpeter, ex sciatore alpino e sciatore freestyle austriaco (Steyr, n. 1992)
- Thomas Mermillod Blondin, ex sciatore alpino francese (Annecy, n. 1984)
- Tommy Moe, ex sciatore alpino statunitense (Missoula, n. 1970)
- Thomas Pool, ex sciatore alpino svizzero (n. 1974)
- Tom Rothrock, ex sciatore alpino statunitense (Ellensburg, n. 1978)
- Thomas Singer, ex sciatore alpino svizzero (n. 1989)
- Thomas Stangassinger, ex sciatore alpino austriaco (Hallein, n. 1965)
- Thomas Sykora, ex sciatore alpino austriaco (Tulln an der Donau, n. 1968)
- Thomas Tumler, sciatore alpino svizzero (Scuol, n. 1989)
- Thomas Tönig, ex sciatore alpino austriaco (n. 1967)
- Thomas Vonn, ex sciatore alpino statunitense (New York, n. 1975)
- Thomas Wolf, ex sciatore alpino svizzero (n. 1969)
- Thomas Woolson, ex sciatore alpino statunitense (n. 1996)

## Sciatori freestyle(4)
- Thomas Harasser, sciatore freestyle austriaco (n. 1990)
- Thomas Krief, sciatore freestyle francese (n. 1993)
- Tom Wallisch, sciatore freestyle statunitense (Pittsburgh, n. 1987)
- Thomas Zangerl, sciatore freestyle austriaco (n. 1983)

## Sciatori nautici(1)
- Thomas Degasperi, sciatore nautico italiano (Trento, n. 1981)

## Scienziati(3)
- Thomas Lambrit, scienziato e incisore olandese (n. 1510 - † 1562)
- Thomas Wedgwood, scienziato e inventore britannico (Stoke-on-Trent, n. 1771 - Dorset, † 1805)
- Thomas Young, scienziato britannico (Milverton, n. 1773 - Londra, † 1829)

## Scultori(5)
- Thomas Crawford, scultore statunitense (New York, n. 1814 - Londra, † 1857)
- Thomas Houseago, scultore britannico (Leeds, n. 1972)
- Thomas Nicholls, scultore britannico (Londra, n. 1825 - † 1900)
- Thom Puckey, scultore britannico (Bexleyheath, n. 1948)
- Thomas Woolner, scultore e poeta inglese (Hadleigh, n. 1825 - Londra, † 1892)

## Semiologi(1)
- Thomas Albert Sebeok, semiologo ungherese (Budapest, n. 1920 - Bloomington, † 2001)

## Slittinisti(5)
- Thomas Kammerlander, ex slittinista austriaco (n. 1990)
- Thomas Köhler, ex slittinista tedesco orientale (Zwickau, n. 1940)
- Thomas Rudolph, ex slittinista tedesco (Erfurt, n. 1970)
- Thomas Schwab, ex slittinista tedesco occidentale (Berchtesgaden, n. 1962)
- Thomas Steu, slittinista austriaco (Bludenz, n. 1994)

## Snowboarder(1)
- Thomas Prugger, snowboarder italiano (San Candido, n. 1971)

## Sociologi(3)
- Thomas Humphrey Marshall, sociologo inglese (Londra, n. 1893 - Cambridge, † 1981)
- Thomas Luckmann, sociologo e filosofo austriaco (Jesenice, n. 1927 - † 2016)
- Thomas Mathiesen, sociologo norvegese (Oslo, n. 1933 - Oslo, † 2021)

## Stilisti(2)
- Tom Ford, stilista, regista e sceneggiatore statunitense (Austin, n. 1961)
- Tommy Hilfiger, stilista statunitense (Elmira, n. 1951)

## Storici(16)
- Thomas Babington Macaulay, storico e politico britannico (Leicestershire, n. 1800 - Londra, † 1859)
- Thomas Birch, storico e presbitero inglese (n. 1705 - † 1766)
- Thomas Dempster, storico e etruscologo scozzese (Cliftborg, n. 1579 - Bologna, † 1625)
- Thomas Fuller, storico e presbitero britannico (Northamptonshire, n. 1608 - Londra, † 1661)
- Thomas Hodgkin, storico inglese (Tottenham, n. 1831 - † 1913)
- Thomas Cleveland Holt, storico statunitense (Danville, n. 1942)
- Peter Laslett, storico britannico (n. 1915 - † 2001)
- Thomas Leland, storico e traduttore irlandese (Dublino, n. 1722 - Dublino, † 1785)
- Thomas F. Madden, storico e saggista statunitense (Phoenix, n. 1960)
- Thomas Madox, storico, diplomatista e antiquario britannico (n. 1666 - Arlesey, † 1727)
- Thomas F. Mayer, storico statunitense (Moline, n. 1951 - Bettendorf, † 2014)
- Thomas K. McCraw, storico statunitense (Corinth, n. 1940 - Cambridge, † 2012)
- Thomas Salmon, storico e geografo britannico (Meppershall, n. 1679 - † 1767)
- Thomas Stephens, storico gallese (Pontneddfechan, n. 1821 - † 1875)
- Thomas Walsingham, storico inglese (Walsingham - Norfolk, † 1422)
- Thomas Woods, storico e scrittore statunitense (n. 1972)

## Stuccatori(1)
- Thomas Seitz, stuccatore e scultore tedesco (Prem, n. 1683 - Kaufbeuren, † 1763)

## Supercentenari(1)
- Christian Mortensen, supercentenario danese (Skårup, n. 1882 - San Rafael, † 1998)

## Surfisti(2)
- Tom Carroll, surfista australiano (Newport, n. 1961)
- Tom Curren, surfista statunitense (Santa Barbara, n. 1964)

## Tennistavolisti(1)
- Thomas von Scheele, tennistavolista svedese (Bollnäs, n. 1969)

## Tennisti(12)
- Tom Brown, tennista statunitense (San Francisco, n. 1922 - Castro Valley, † 2011)
- Thomas Buchmayer, ex tennista austriaco (Sankt Pölten, n. 1971)
- Tom Bundy, tennista statunitense (Los Angeles, n. 1881 - † 1945)
- Thomas Emmrich, ex tennista tedesco orientale (Berlino Est, n. 1953)
- Thomas Fabbiano, ex tennista italiano (San Giorgio Ionico, n. 1989)
- Harry Gem, tennista, avvocato e scrittore britannico (Birmingham, n. 1819 - Londra, † 1881)
- Paul Gleeson, tennista statunitense (St. Louis, n. 1880 - Richmond Heights, † 1956)
- Tommy Haas, ex tennista tedesco (Amburgo, n. 1978)
- Thomas Högstedt, ex tennista e allenatore di tennis svedese (Mariestad, n. 1963)
- Tom Okker, ex tennista olandese (Amsterdam, n. 1944)
- Thomas Schoorel, ex tennista olandese (Amsterdam, n. 1989)
- Thomas Shimada, ex tennista giapponese (Filadelfia, n. 1975)

## Tenori(2)
- Richard Lewis, tenore, direttore d'orchestra e insegnante inglese (Manchester, n. 1914 - Eastbourne, † 1990)
- Thomas Lowe, tenore e attore teatrale inglese (Londra, n. 1719 - Londra, † 1783)

## Teologi(16)
- Thomas Abell, teologo inglese (Smithfield, † 1540)
- Thomas Boston, teologo britannico (n. 1636 - † 1732)
- Thomas Bradwardine, teologo e matematico britannico (Chichester, n. 1290 - Lambeth, † 1349)
- Thomas Burnet, teologo inglese (Croft, n. 1635 - Londra, † 1715)
- Thomas Erastus, teologo e medico svizzero (Baden, n. 1524 - Basilea, † 1583)
- Thomas Ford, teologo e religioso inglese (Brixton, n. 1598 - Exmouth, † 1674)
- Thomas Gataker, teologo e religioso inglese (Londra, n. 1574 - Cambridge, † 1654)
- Thomas Goodwin, teologo britannico (Rollesby, n. 1600 - † 1680)
- Thomas Jorz, teologo e cardinale inglese (Londra - Grenoble, † 1310)
- Thomas C. Oden, teologo statunitense (Altus, n. 1931 - Warr Acres, † 2016)
- Thomas Shepard, teologo inglese (Towcester, n. 1605 - Cambridge, † 1649)
- Thomas L. Thompson, teologo statunitense (Detroit, n. 1939)
- Thomas Waleys, teologo inglese (n. 1287 - † 1350)
- Thomas Willi, teologo svizzero (San Gallo, n. 1942)
- Thomas Woolston, teologo inglese (Northampton, n. 1668 - Londra, † 1733)
- Thomas Young, teologo scozzese (Perthshire, n. 1587 - † 1655)

## Tiratori a segno(1)
- Ted Ranken, tiratore a segno britannico (n. 1875 - Edimburgo, † 1950)

## Tiratori di fune(2)
- Thomas Butler, tiratore di fune britannico (n. 1871 - † 1928)
- Thomas Homewood, tiratore di fune britannico (n. 1881 - † 1945)

## Traduttori(2)
- Thomas Kinne, traduttore e giornalista tedesco (Neuwied, n. 1961)
- Thomas Roscoe, traduttore e viaggiatore inglese (Liverpool, n. 1791 - Londra, † 1871)

## Triatleti(2)
- Thomas Bishop, triatleta britannico (Leeds, n. 1991)
- Thomas Hellriegel, triatleta tedesco (Büchenau, n. 1971)

## Trombonisti(1)
- Tommy Dorsey, trombonista e direttore d'orchestra statunitense (Shenandoah, n. 1905 - Greenwich, † 1956)

## Trovatori(1)
- Thomas Herier, trovatore francese

## Tuffatori(6)
- Thomas Bimis, ex tuffatore greco (Atene, n. 1975)
- Thomas Ciprick, tuffatore canadese (Calgary, n. 2003)
- Tom Daley, ex tuffatore britannico (Plymouth, n. 1994)
- Thomas Finchum, tuffatore statunitense (Indianapolis, n. 1989)
- Thomas Gompf, ex tuffatore statunitense (Dayton, n. 1939)
- Thomas Knuths, tuffatore tedesco orientale (Schwäbisch Gmünd, n. 1958)

## Umanisti(3)
- Thomas Elyot, umanista e diplomatico inglese (Cambridgeshire, † 1546)
- Thomas James Mathias, umanista e poeta inglese (Londra, n. 1754 - Napoli, † 1835)
- Tommaso Moro, umanista, scrittore e politico inglese (Londra, n. 1478 - Londra, † 1535)

## Velisti(6)
- Tom Ashley, velista neozelandese (Auckland, n. 1984)
- Thomas Barrows III, velista statunitense (Saint Thomas, n. 1987)
- Thomas Goyard, velista francese (La Trinité, n. 1992)
- Thomas Johanson, ex velista finlandese (Helsinki, n. 1969)
- Thomas Plößel, velista tedesco (Oldenburg, n. 1988)
- Thomas Zajac, velista austriaco (n. 1985)

## Velocisti(7)
- Tom Burke, velocista statunitense (Boston, n. 1875 - Boston, † 1929)
- Thomas Jefferson, ex velocista statunitense (Cleveland, n. 1962)
- Thomas Jordier, velocista francese (Noisy-le-Sec, n. 1994)
- Tom Robinson, velocista bahamense (Nassau, n. 1938 - Nassau, † 2012)
- Thomas Schneider, velocista tedesco (Forst, n. 1988)
- Thomas Schönlebe, ex velocista tedesco (Frauenstein, n. 1965)
- Eddie Tolan, velocista statunitense (Denver, n. 1908 - Detroit, † 1967)

## Vescovi(1)
- Thomas Langton, vescovo inglese (Appleby-in-Westmorland - † 1501)

## Vescovi cattolici(26)
- Thomas Basin, vescovo cattolico francese (Caudebec-en-Caux, n. 1412 - Utrecht, † 1491)
- Thomas Burke, vescovo cattolico irlandese (Dublino, n. 1709 - Kilkenny, † 1776)
- Thomas James Conaty, vescovo cattolico irlandese (Kilnaleck, n. 1847 - Coronado, † 1915)
- Thomas Vose Daily, vescovo cattolico statunitense (Belmont, n. 1927 - New York, † 2017)
- Thomas Anthony Daly, vescovo cattolico statunitense (San Francisco, n. 1960)
- Thomas Ludger Dupré, vescovo cattolico statunitense (South Hadley, n. 1933 - Silver Spring, † 2016)
- Thomas Furlong, vescovo cattolico irlandese (Mayglass, n. 1803 - Wexford, † 1875)
- Thomas John Gumbleton, vescovo cattolico statunitense (Detroit, n. 1930 - Detroit, † 2024)
- Thomas Halim Habib, vescovo cattolico egiziano (Sohag, n. 1963)
- Thomas Khamphan, vescovo cattolico laotiano (Provincia di Champasak, n. 1925 - † 2001)
- Thomas McMahon, vescovo cattolico britannico (Dorking, n. 1936)
- Thomas Eusebios Naickamparampil, vescovo cattolico indiano (Mylapra, n. 1961)
- Thomas Nantha, vescovo cattolico laotiano (Distretto di Paksane, n. 1909 - † 1984)
- Thomas Nguyễn Văn Trâm, vescovo cattolico vietnamita (Bà Rịa, n. 1942)
- Thomas Nguyễn Văn Tân, vescovo cattolico vietnamita (Đại Phước, n. 1940 - Vĩnh Long, † 2013)
- Thomas Joseph O'Brien, vescovo cattolico statunitense (Indianapolis, n. 1935 - Phoenix, † 2018)
- Thomas Olmsted, vescovo cattolico statunitense (Oketo, n. 1947)
- Thomas John Joseph Paprocki, vescovo cattolico statunitense (Chicago, n. 1952)
- Thomas F. Quinlan, vescovo cattolico e missionario irlandese (Borrisoleigh, n. 1896 - Samcheok, † 1970)
- Thomas Joseph Shahan, vescovo cattolico statunitense (Manchester, n. 1857 - Washington, † 1932)
- Thomas Tharayil, vescovo cattolico indiano (Kaipuzha, n. 1899 - Kottayam, † 1975)
- Thomas Johann Kaspar von Thun und Hohenstein, vescovo cattolico tedesco (Trento, n. 1737 - Passavia, † 1796)
- Thomas Joseph Tobin, vescovo cattolico statunitense (Pittsburgh, n. 1948)
- Thomas Vũ Đình Hiệu, vescovo cattolico vietnamita (Ninh Mỹ, n. 1954)
- Thomas Walsh, vescovo cattolico britannico (Londra, n. 1777 - Londra, † 1849)
- Thomas Anthony Welch, vescovo cattolico statunitense (Faribault, n. 1884 - Duluth, † 1959)

## Vescovi luterani(1)
- Thomas Kingo, vescovo luterano danese (Slangerup, n. 1634 - Odense, † 1703)

## Violinisti(2)
- Thomas Hengelbrock, violinista, musicologo e regista teatrale tedesco (Wilhelmshaven, n. 1958)
- Thomas Zehetmair, violinista e direttore d'orchestra austriaco (Salisburgo, n. 1961)

## Wrestler(12)
- Aleister Black, wrestler olandese (Alkmaar, n. 1985)
- Thom Latimer, wrestler britannico (Chesterfield, n. 1986)
- Baron Corbin, wrestler e ex giocatore di football americano statunitense (Lenexa, n. 1984)
- Paul Diamond, ex wrestler e ex calciatore jugoslavo (Zagabria, n. 1961)
- Tommy Dreamer, wrestler statunitense (Yonkers, n. 1971)
- Dynamite Kid, wrestler inglese (Golborne, n. 1958 - Ince, † 2018)
- Eddie Gilbert, wrestler statunitense (Lexington, n. 1961 - Isla Verde, † 1995)
- Sylvester Lefort, wrestler francese (Nizza, n. 1984)
- Tom Matera, wrestler statunitense (Springfield, n. 1980)
- Tom Prichard, ex wrestler statunitense (Pasadena, n. 1959)
- Tommy Rich, wrestler statunitense (Hendersonville, n. 1956)
- Tom Zenk, wrestler e culturista statunitense (Robbinsdale, n. 1958 - Robbinsdale, † 2017)

## Youtuber(1)
- TomSka, youtuber, regista e produttore cinematografico britannico (Essex, n. 1990)

## Zoologi(3)
- Thomas Bell, zoologo, chirurgo e scrittore britannico (Poole, n. 1792 - Selborne, † 1880)
- Thomas Geissmann, zoologo svizzero (Aarau, n. 1957)
- Thomas Hardwicke, zoologo britannico (n. 1755 - † 1835)

## Senza attività specificata(18)
- Thomas de Beauchamp, XI conte di Warwick, conte (Castello di Warwick, n. 1313 - Calais, † 1369)
- Thomas Culpeper, inglese (Bedgebury - Tyburn, † 1541)
- Thomas Dagworth, cavaliere medievale e nobile britannico (Bradwell Juxta Coggeshall, n. 1276 - † 1350)
- Silken Thomas, irlandese (n. 1513 - Tyburn, † 1537)
- Thomas Frischknecht, ex mountain biker, ciclocrossista e ciclista su strada svizzero (Uster, n. 1970)
- Thomas Grey, I marchese di Dorset, cavaliere medievale inglese (Groby, n. 1455 - Londra, † 1501)
- Thomas Holland, I conte di Kent, conte inglese (n. 1314 - † 1360)
- Thomas Holland, II conte di Kent, conte inglese (Upholland, n. 1350 - Arundel, † 1397)
- Thomas Johansson, ex snowboarder svedese (Jukkasjärvi, n. 1979)
- Thomas Lamarre, iamatologo canadese (n. 1959)
- Thomas Lincoln III, statunitense (Springfield, n. 1853 - Chicago, † 1871)
- Thomas Lund, ex ballerino danese (Copenaghen, n. 1974)
- Tom Palmer, allenatore di rugby a 15 e ex rugbista a 15 britannico (Londra, n. 1979)
- Thomas Parr, inglese (Winnington - Londra, † 1635)
- Thomas Percy, VII conte di Northumberland, conte britannico (n. 1528 - York, † 1572)
- Thomas Rolfe, inglese (James Cittie, n. 1615 - † 1680)
- Cole Younger, pistolero statunitense (Contea di Jackson, n. 1844 - Lee's Summit, † 1916)
- Thomas de Beaumont, VI conte di Warwick, conte (n. 1208 - † 1242)